# Кухня Древнего Рима

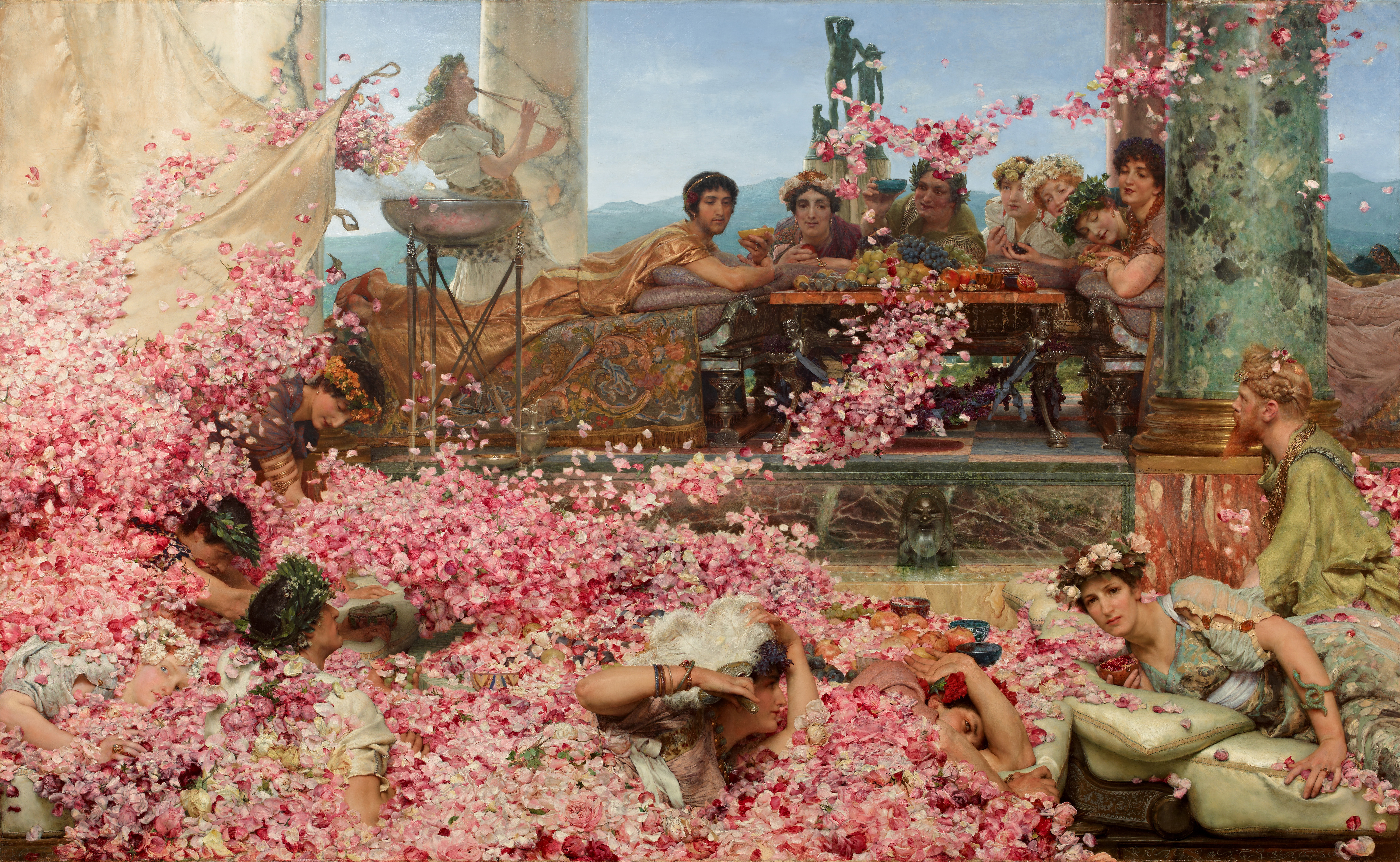
«Розы Гелиогабала». Картина, иллюстрирующая рассказ «Истории августов» о том, что на пиру у императора Элагабала лепестки роз рассыпались в столь неумеренном количестве, что часть гостей задыхалась, не в силах выбраться из-под завалов. Лоуренс Альма-Тадема, 1888 год

Ку́хня Дре́внего Ри́ма складывалась и менялась в течение всего периода существования древнеримского государства.
Первоначально пища древних римлян была очень простой, кулинарное искусство в Риме начало развиваться с III века до н. э., позднее находилось под влиянием древнегреческой культуры, затем расширение империи способствовало развитию рецептур древнеримской кухни и столовых традиций. Под влиянием восточной моды и при одновременном обогащении многих римлян, в эпоху империи в Риме среди богачей процветало расточительство и чревоугодие. Пища крестьянина и сенатора, городского ремесленника и разбогатевшего вольноотпущенника отличалась друг от друга, как и культура потребления пищи.

## Продукты питания
Большинство римлян питалось очень просто, в их ежедневную пищу входили в основном бобовые и зерновые культуры, из которых, в том числе, изготавливались разнообразные похлёбки, каши и хлеб (или лепёшки). Также в рацион римлян входили разнообразные представители рода крестоцветные (репа, капуста), овощи и фрукты; по сведениям древних авторов (в том числе и авторов кулинарных и агрокультурных трудов), пользовались популярностью яйца, несколько видов рыб, а также улитки (что касается последних, то, как свидетельствует римский энциклопедист Плиний Старший, первым их начал разводить Фульвий Липпин).
По мнению позднеантичных авторов, хлеб и вино являлись основными продуктами питания:66:XX 1, 5.
Голод в понимании римлян означал, что заканчивался основной продукт питания — зерно, об этом свидетельствуют недовольства и восстания населения из-за нехватки хлеба или неурожая зерновых. Нет свидетельств ни одного восстания из-за нехватки мяса, рыбы или овощей:20.
Некоторые города и провинции были известны своими продуктами: в Венафро и Казине изготавливали первосортное оливковое масло, в Помпеях было крупное производство гарума, из Пицена поставляли в Рим лучшие сорта столовых маслин. В долине реки По и Галлии производили превосходное копчёное сало, свинину и ветчину, из Брундизия завозили устрицы, из Тарента, Аричча и Остии — порей, Равенна славилась спаржей, Помпеи — капустой, Лукания — колбасой. Молочные продукты, поросята и ягнята, домашняя птица и яйца в Рим поступали из окрестных пригородных имений, а из области вестинов в Центральной Италии, из Умбрии и Этрурии — сыры. Леса около Циминского озера и под Лаврентом поставляли в изобилии дичь. Киренаика служила единственным поставщиком сильфия (лазера).

### Зерно и хлеб
Первоначально под пшеницей в Древнем Риме подразумевался эммер, позднее эммер был вытеснен культивированной пшеницей. Рожь почти не была распространена в средиземноморском регионе, однако благодаря своей морозоустойчивости со II века всё больше стала выращиваться в северных провинциях империи. Овёс также считался низкосортным зерном и выращивался, в основном, как корм для животных. По словам Плиния, овёс культивировался в качестве продукта питания только в Германии:82. Ячмень употреблялся, прежде всего, как корм и реже в пищу, в ранний период Рима ячменная каша была едой бедняков. Для легионеров рацион из ячменя считался наказанием:82. Рис римлянам был известен, но редко доступен.
Хлеб и лепёшки не являлись типичным блюдом римлян в ранний период Древнего Рима, население в основном питалось кашами. Со II века до н. э. в Риме появились общественные пекарни:37, и хлеб очень быстро стал популярен, в том числе и среди бедного населения. Со временем число сортов хлеба увеличилось. Обычно его выпекали в каждом доме, но были и специальные хлебные лавки, где продавались круглые буханки. Известные сорта хлеба: белый пшеничный из муки тонкого помола (panis siligneus/candidus), белый среднего качества из более грубой муки (panis secundarius) и чёрный, очень твёрдый, из муки грубого помола (panis plebeius — «народный», rusticus — «крестьянский», sordidus — «грязно-тёмный»). К третьему классу относился также и походивший скорее на сухари хлеб легионеров (panis castrensis — «лагерный хлеб»), который они пекли себе во время стоянок:67.

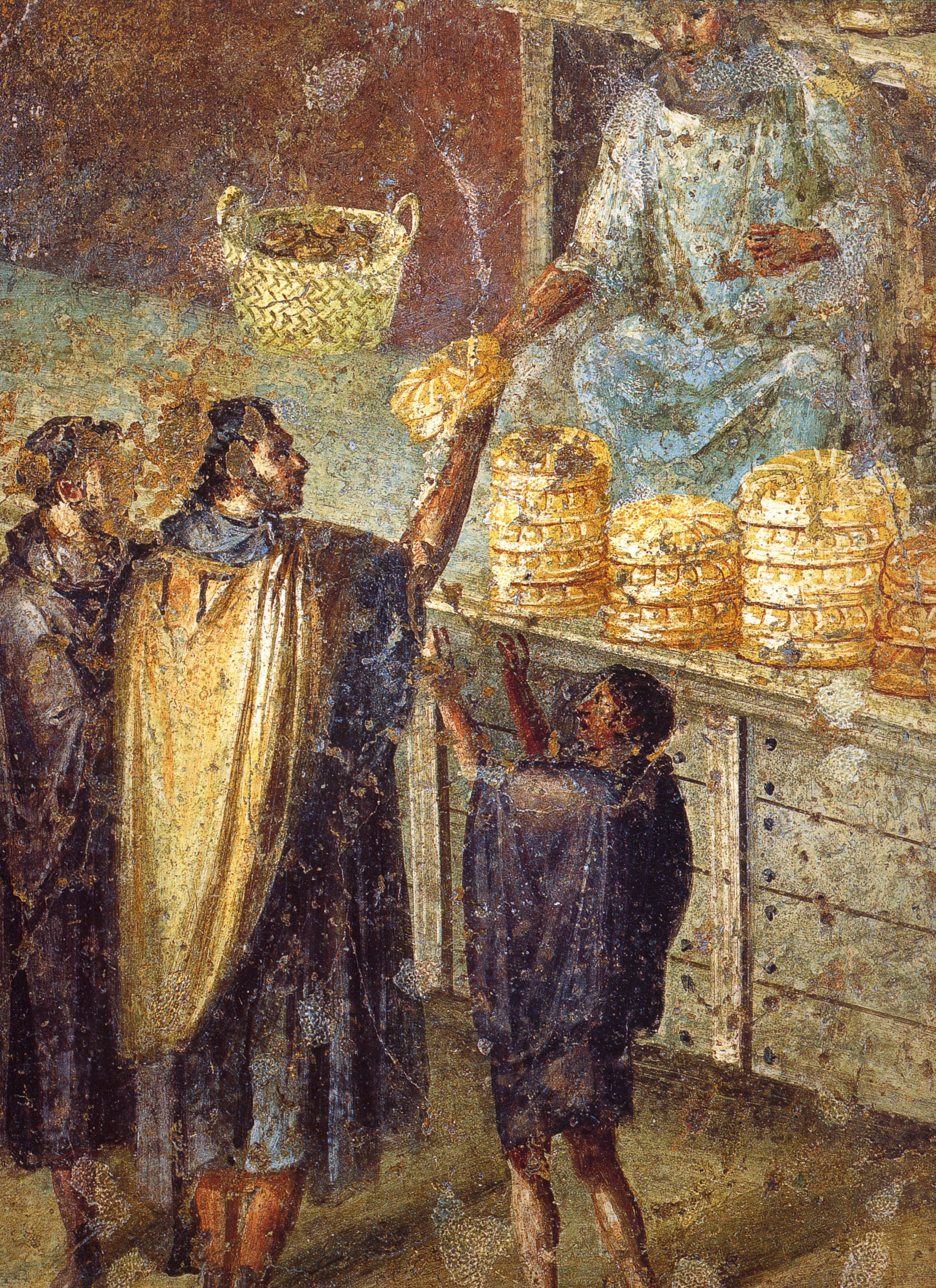
Фреска, которую часто публикуют под названием «Торговля хлебом». Сейчас исследователи считают, что на фреске изображён эдил, раздающий хлеб городской бедноте. Фреска из Помпеи

В зависимости от способа приготовления хлеб назывался «печным» или «подзольным» — испечённым под горячим пеплом. Приготавливались также особые виды, которые гармонировали по вкусу с различными блюдами, например, «устричный хлеб» к блюдам из морепродуктов; в некоторые виды хлеба и выпечки добавлялись молоко, жир, перловая крупа, лавр, сельдерей, кориандр, анис, мак, мёд, тмин, кунжут:27. Хлеб выпекался в разных формах в зависимости от фантазии пекаря: кубики, лиры, плетёнки. Выпекали даже хлеб в форме бога Приапа:XIV, 70:60, 4.
Печенье и сладости изготавливались в фигурных формах в виде животных, птиц, комических фигурок, колец, пирамид, венков, кренделей. В пироги запекались изюм, сыр, миндаль. Некоторые блюда приготавливались во фритюре, globuli — шарики из кислого теста, обжаренные в оливковом масле, политые мёдом и посыпанные маком. Выпекались многослойные пироги (placenta), творожники, миндальные и фруктовые пироги.

### Молочные продукты и яйца
Неразбавленное молоко считалось варварским (или крестьянским) напитком:7, 2, 2, в городах молоко перестало быть продуктом питания первой необходимости. Его добавляли в выпечку (в том числе в некоторые рыбные и овощные запеканки), каши:VI, 9, 12, использовали для приготовления сладкого омлета:XVII, 13, 2-8. Крестьяне употребляли прежде всего овечье и козье молоко. Коровье молоко считалось наименее питательным, его употребляли очень редко, ослиное и кобылье молоко давали, скорее всего, только больным:130-132.
Большинство видов сыров было очень дешёвым и доступными даже беднякам. Широко был распространён козий и овечий сыр. Сыр употребляли с хлебом, салом, в составе многих рецептов; ели свежим, для запасов также коптили, высушивали, бедняки готовили из солёной рыбы и сыра блюдо tyrotarichum, сырную пасту moretum, в рецептах пирогов высушенный сыр иногда применялся вместо муки. В ранних рецептах древнеримской кухни он очень часто входил в состав блюд и даже хлеба. В имперский период сыр остался в основном в рецептах простой кухни.
Сливок римляне не знали, в латинском языке не было даже слова для этого продукта. Сливочное масло, существовавшее в те времена исключительно в топлёном виде, оставалось для римлян продуктом питания варваров.
Яйца ели варёными, всмятку, в яичнице и омлете и использовали во многих других рецептах, в том числе для выпечки и соусов. В скромных хозяйствах употреблялись в основном куриные яйца, реже — утиные и гусиные. В меню гурманов входили также павлиньи, перепелиные, реже — страусиные яйца:129.

### Мясо
В целом мясо было предметом роскоши, в основном появляясь на столах богачей или во время жертвоприношений. Так, после триумфа Цезарь устроил пир для 260 000 humiliores, бедных граждан Рима, на котором в качестве угощения упоминаются рыба, птица и дичь, но не мясо домашнего скота. Более доступными были колбасы и сосиски.
- Говядина не пользовалась успехом в среде гурманов, так как быки использовалась для сельскохозяйственных работ и потому имели жёсткое мясо, а коровы ценились в первую очередь как источник молока. Несколько более часто в пищу использовалась телятина. У Апиция можно найти лишь четыре рецепта, использующих говядину, но и в них в качестве альтернативы предлагается использовать баранину или свинину[23]. Несмотря на это, при многих археологических раскопках были найдены останки забитых коров[24].
- Наиболее популярным мясом была свинина[25], хотя в царский и республиканский период её готовили только по большим праздникам в честь богов[26]:2, 4, 9. В пищу употреблялись все части туши, даже такие, которые в современности употребляются редко, например, вымя (сваренное, а затем поджаренное на гриле) и матка молодой свиньи (по рецепту Апиция — приправленная перцем, семенами сельдерея и сушёной мятой, сильфием, мёдом, уксусом и гарумом[19]:XVII, 1, 2[27]:103), а также железы, яички, голова, печень, желудок (по Апицию — лучше всего свиньи, откормленной инжиром)[19]:VII[27]:258).
- Колбасы изготовлялись из говядины или свинины по многочисленным рецептам. Особенно распространён был простой вид botulus — кровяная колбаса, которую продавали на улице. Самой популярной была луканская колбаса — копчёная свиная колбаса, богато приправленная специями[19]:II, 4. Считается, что впервые она была завезена солдатами из южной Италии в Рим, и похожие рецепты сохранились до нынешнего времени. Для особого эффекта свиные туши начинялись колбасками и фруктами, приготовлялись на гриле целиком (porcus Troianus)[5].
- Разводились также зайцы и кролики, первые, однако, с меньшим успехом, так что заяц стоил в четыре раза дороже. Зайчатина считалась деликатесом и для римских гурманов сначала отваривалась, затем поджаривалась в печи и лишь потом подавалась к столу под соусом из перца, чабера, репчатого лука, гулявника, семян сельдерея, гарума, вина и оливкового масла[28]:184.
- Ещё во II веке до н. э. деликатесом считались древесные грызуны сони (вероятно, наиболее крупный представитель семейства — соня-полчок), которых откармливали в терракотовых горшках-глирариях и подавали на стол фаршированными, как сообщают не только Апиций, но и Плиний, Петроний, Марциал[29].
- Иногда на стол подавался целый кабан. К жаркому из кабана Апиций советовал холодный соус из перца, любистока, тимьяна, душицы, зиры, семян укропа, сильфия, семян дикого гулявника, вина, луковиц, поджаренного миндаля, фиников, мёда, уксуса, оливкового масла, а также гарума и дефрутума для цвета[19]:VIII, 1, 8.

### Птица
Кроме домашней птицы, разводили фазанов, цесарок, павлинов. В имперский период в пищу употреблялись: куры, каплуны, утки (особо выделялись при этом грудка и спинка), гуси (в качестве дорогого деликатеса выступало iecur ficatum — печень перекормленного гуся), аисты, журавли, белые куропатки, голуби, чёрные дрозды, соловьи, рябчики, павлины, фазаны, фламинго, попугаи. Из дроздов готовилась, например, запеканка с добавлением курицы, варёного свиного вымени, рыбного филе и лепёшек под соусом из яиц, перца, любистока, оливкового масла, гарума и вина:190. Чем дороже была птица и сложнее было её достать, тем «интереснее» была она для гурмана:XIII, 76.
Мода на различные виды птиц также менялась, так, во времена Марциала популярным стал рябчик:XIII, 62:186. На Балеарских островах охотно готовили небольших журавлей и канюков, оттуда в Рим экспортировали и султанок. Кур для гурманов завозили с Родоса и из Нумидии, водоплавающих птиц из Парфии, павлинов из Вавилонии, фазанов из Колхиды.

### Рыба
Рыба по цене превосходила простые виды мяса. В меню древних римлян входили следующие виды рыбы: кефаль, мурена (особенно вкусным считалось её филе), осётр, камбала, треска, форель, пескарь, рыба-попугай, тунец, морские ежи, лаврак, морские гребешки и другие:81-90.

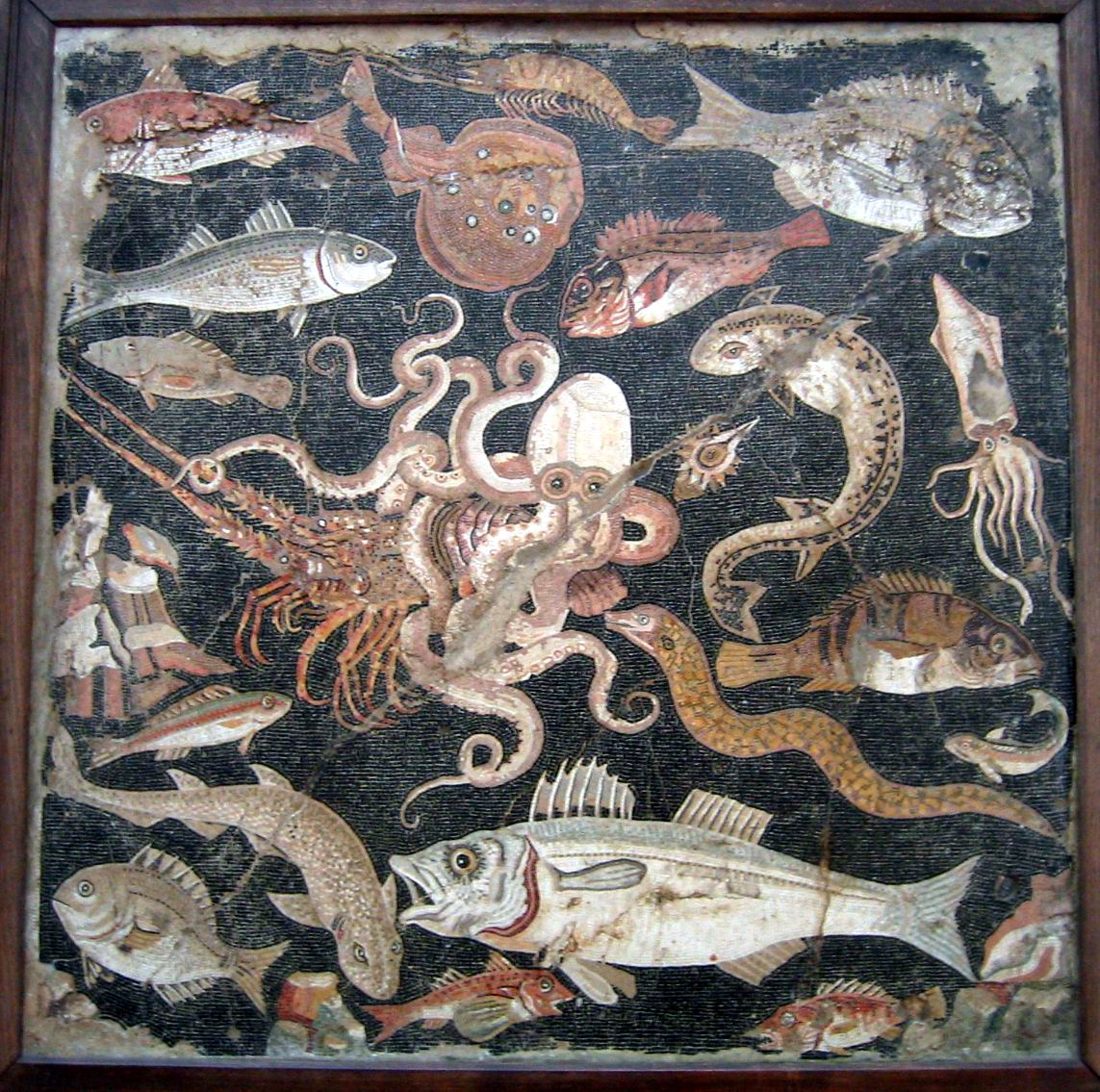
Мозаика «Обитатели моря». Помпеи

В республиканский период среди гурманов был популярен осётр, в эпоху поздней Республики — треска и лаврак. При Тиберии в моду вошли рыбы-попугаи, во времена Плиния Старшего — барабулька, при этом ценилась выловленная в открытом море и крупная рыба:191. Барабулька считалась деликатесом и даже какое-то время служила воплощением роскоши. Приготавливались также устрицы и омары.
Разводить рыбу пытались в пресноводных и солёных прудах, а при богатых усадьбах в специальных писцинах — садках с пресной или с проведённой по каналам морской водой. Первый устроитель такого бассейна для рыбы — Луций Мурена, для устриц — Сергий Ората, для ракушек — Фульвий Лупин. Роскошные писцины были на виллах Лукулла и Гортензия. Моллюски также разводились в больших масштабах.
Рыбу варили в солёной воде, поджаривали на гриле, тушили, готовили на углях, запекали и делали фрикасе. Апиций советовал к устрицам соус из перца, любистока, яичного желтка, уксуса, гарума, оливкового масла, вина, мёда. Устрицы, по мнению Апиция, подходили для приготовления запеканки из варёной курицы, луканской колбасы, морских ежей, яиц, куриной печени, филе трески и сыра, а также овощей и приправ:196. Римляне готовили различные острые рыбные соусы: гарум из макрели, мурия из тумаков, алекс из остатков макрели и тумаков или из обычной рыбы.

### Овощи

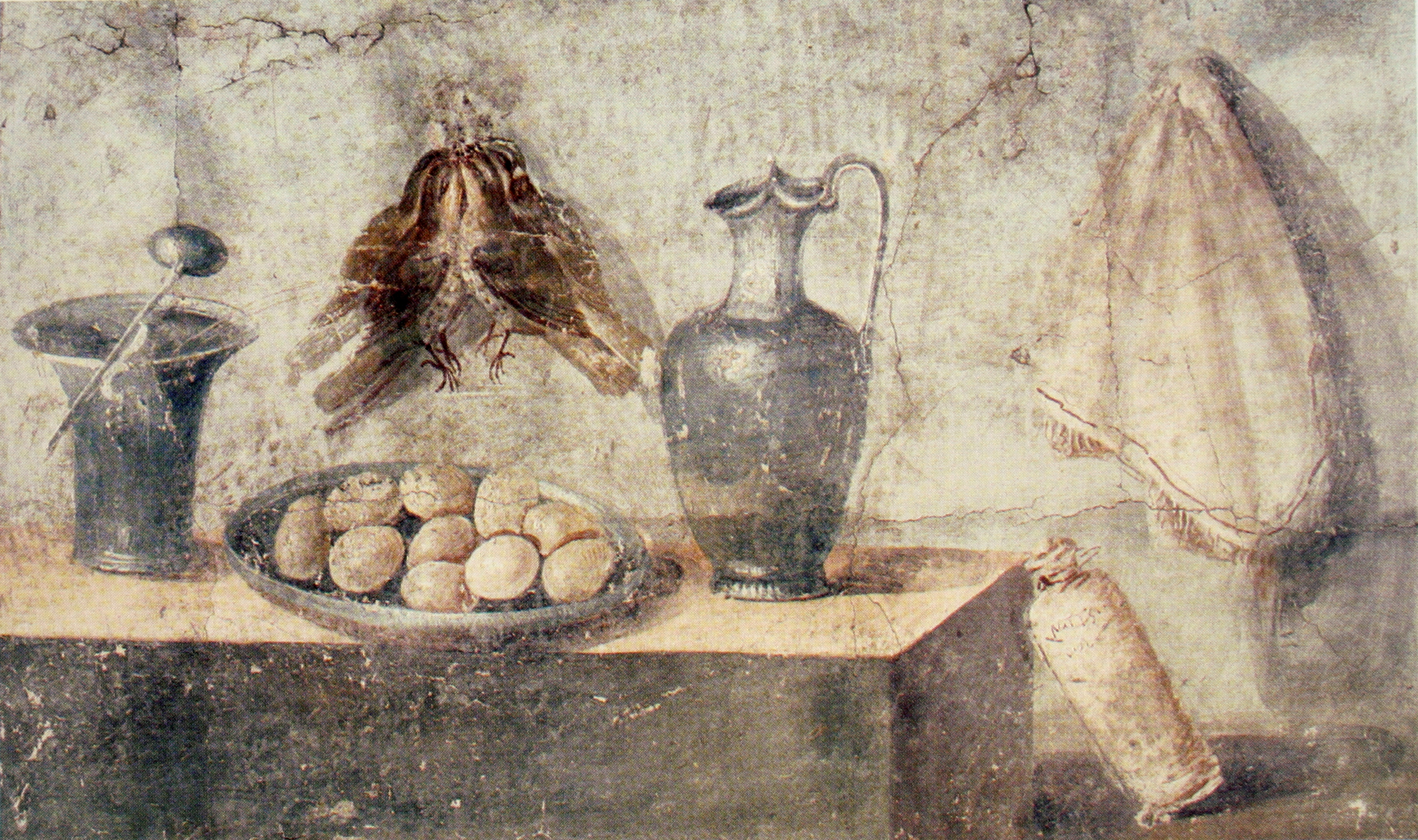
Фреска с изображением кухонной посуды. Дом Юлии Феликс, Помпеи

Из овощей были известны репчатый лук, лук-порей, чеснок, салат, репа, редька, морковь. Известно было несколько сортов капусты; капусту употребляли в сыром виде с уксусом, отваривали и ели с приправами и солью, с салом. У мангольда употреблялись в пищу толстые белые стволы и зелень, и подавали его с горчицей к чечевице и зелёным бобам. Спаржу добавляли в овощные рагу, запеканки или употребляли как основное блюдо с отборным оливковым маслом. Огурцы ели свежими, заправленными уксусом и гарумом, а также подавали варёными к курице и рыбе.
Из бобов, нута, гороха, люпинов делали в основном каши и рагу, которые ели только крестьяне, легионеры и гладиаторы. Бобовые вообще рассматривались как не соответствующие положению знати:76:XIII, 7:II, 3, 182, и лишь импортированная чечевица считалась достойной гурманов.
В пищу употреблялись также многие кустарниковые растения и зелень, которые варились вплоть до превращения в мусс и подавались сильно приправленными уксусом, оливковым маслом, перцем или гарумом, например, бузина, мальва, лебеда, пажитник сенной, крапива, щавель кислый, ясменник, листья белой и чёрной горчицы, листья пастернака, яснотка. Гадючий лук (bulbus традиционно переводится как «лук») употреблялся в пищу и считался афродизиаком:XIII, 34:III, 75:21.

### Фрукты
Традиционно римляне употребляли в пищу груши, черешни, сливы, гранаты, айву, инжир, виноград и яблоки (существовало до 32-х видов культивированной яблони:63). В I веке до н. э. в садах Италии появились восточные фрукты: вишни, персики и абрикосы. Фрукты употреблялись в свежем виде, законсервированные в меду или виноградном соке, сушёные, а также в составе вторых блюд и закусок; например, у Апиция описаны рецепты персиковой и грушевой запеканок.

### Приправы
В древнем Риме имела распространение практика заглушать вкус употребляемой пищи соусом гарум и разнообразными приправами. В качестве приправ к пище использовались оливковое масло, уксус, соль, мёд. Из местных растений использовались следующие пряности: семена укропа, аниса, горчицы, зелень майорана, сельдерей. Привозные приправы: петрушка из Македонии, тмин из Сирии и Эфиопии, тимьян из Фракии, имбирь, корица, чёрный перец из Индии. Самыми популярными приправами были соус гарум, перец (чёрный, белый, длинный), сильфий — млечное растение с острым вкусом, вымершее уже в I веке н. э., вероятно, из-за больших сборов этого растения, в том числе корней, ценившихся наравне с серебром:110.
Гарум — соус, приготовлявшийся из рыбы. Существовали различные варианты гарума — с водой (hydrogarum), вином (oenogarum), уксусом (oxygarum), перчёный (garum piperatum) или с пряностями. Во всех рецептах Апиция в состав блюд входил гарум, лишь в трёх рецептах — соль.
Самой важной приправой Апиций считал перец и рекомендовал добавлять его к птице, гороху, а также варёным и жареным яйцам. Часто в рецептах перец употреблялся одновременно с мёдом. Плиний Старший критиковал употребление этой приправы, так как, по его мнению, его добавляют только из-за остроты и потому что его привозят из Индии. Некоторые преступные торговцы перцем «разбавляли» приправу ягодами можжевельника, семенами горчицы или даже свинцовым порошком:46. До широкого распространения перца среди населения (около I века) для придания остроты римляне добавляли в еду ягоды мирта или можжевельника.

### Сады и огороды
Долгое время в городе бедняки имели возможность выращивать овощи на грядках, женщины выращивали «грошовые овощи», Плиний Старший называл огород «рынком бедняка». Позднее с началом быстрого роста городского населения, бедняки были вынуждены покупать овощи на Овощном рынке:74. Появились промысловые огороды, работники которых умели выводить «капусту таких размеров, что она не помещалась на столе у бедняка». При каждом крестьянском дворе также имелся свой огород. Из огородов и садов Лации и Кампании в Рим завозились овощи и фрукты.
Для богатых римлян выращивались более изысканные варианты простых овощей, например, плебейская пища — боб садовый был культивирован до сорта Baiana (байянские бобы), бедняки ели обыкновенную капусту, для гурманов на стол подавались молодые стебли и побеги капусты, в дикой природе росла спаржа, но для изысканного вкуса выращивался культивированный сорт спаржи (asparagus):76.
Римские гурманы экспериментировали со скрещиванием сортов, однако вырастить удалось лишь два новых вида фруктовых деревьев, Плиний Старший упоминает скрещивание сливы и миндального дерева и яблони с миндальным деревом. Таким образом на столе гурмана появились и даже стали популярными в Риме «миндальные сливы» (prunum amygdalinum), «яблочные сливы» (prunum malinum):200.

### Консервирование
Для засолки овощей, таких как капуста, каперсы, корни сельдерея, рута, спаржа, молодило, репчатый лук, различные виды салата, тыква, огурцы, использовались рассол, уксус или смесь рассола и уксуса (2/3 уксуса):79, с добавлением таких приправ, как сушёный укроп и фенхель, сильфий, рута, порей, перец. Иногда овощи консервировали в уксусе, смешанном с мёдом или горчицей:39-40. Оливки консервировались в рассоле, уксусе, с фенхелем, оливковым маслом.
Яблоки, груши, айва, гранат засыпались сеном или песком и хранились в кладовой; целые или разрезанные фрукты консервировались в сосудах с мёдом, в пассуме — айва и груша, в виноградных морсах — айва, груша, рябина, в вине — персик. Персик также отмачивался в рассоле, затем выкладывался в сосуды и заливался смесью из соли, уксуса и чабера. Засушивались грибы, лук, мята, кориандр, укроп, майоран; яблоки, груши, вишни, рябина, слива.
Рыбу сушили, коптили, в бочках засаливали тунца, сардины, морского карася, макрель, морского ежа. Мясо, завёрнутое в солому и платок, хранилось в прохладном месте; также высушивалось на солнце или коптилось в закрытом помещении. Римляне засаливали свинину, козлятину, оленину, баранину, говядину. Твёрдое засоленное мясо Апиций советовал сначала отварить в молоке, а затем в воде:I, 8. Зимой свежее или варёное незасоленное мясо Апиций советует сохранять также в мёде; летом при таком методе хранения мясо оставалось свежим лишь несколько дней:I, 8:124.

### Импорт и экспорт продуктов
Всевозможные животные, растения и деликатесы для римского стола импортировались из всех концов империи. Мода на различные продукты менялась так же, как и на обстановку триклиниев. Гурманы конца Республики стали интересоваться продуктами из разных регионов известного тогда мира. По словам Сенеки, «на столе теперь узнают животных изо всех стран». На столе римлянина стали появляться продукты из разных стран. Отличия в качестве и вкусе продуктов в зависимости от региона производства стали хорошо известными.
Лучшим в империи считался гарум из Нового Карфагена и Лузитании, также ценились испанские оливковое масло и мёд:103.
Оливковое дерево поначалу было неизвестно римлянам, так, в 500 году до н. э. оно не было распространено в Италии:76, этруски и римляне пользовались животными жирами:135. Позднее римляне стали выращивать оливковое дерево. По мнению учёных, римляне стали использовать в пищу плоды уже культивированного дерева, а не дикорастущего. С I века до н. э. оливковое масло стали импортировать в римские провинции; на территории Италии выращивалось около 20-и сортов. Большая часть урожая оливок перерабатывалась в масло, которое добавляли в салаты, соусы, в основные блюда, и лишь небольшая часть солилась в уксусе и оливковом масле и подавалась как закуски.
Злаки и порей привозили из Египта, салат — с территории современной Турции, клубни и зелень рапунцеля — с территории современной Германии. В садах Рима культивировались сорта «африканской» и «сирийской» яблонь, из Африки и Сирии была завезена в Италию груша, ценились груши из Александрии, Греции, нумидийские и сирийские. Финики подавались на десерт и также были обязательным праздничным подарком (xenia) на сатурналии. Очень сладкие жёлтые и чёрные сирийские финики росли в Сирии и Иудее, белые маленькие фиванские росли в засушливой местности вокруг Фив. Во времена Плиния Старшего было известно до 49 сортов фиников.
На Балеарских островах отлавливали небольших журавлей и канюков, султанок, кур завозили с Родоса и из Нумидии, водоплавающих птиц — из Парфии, фазанов — из Колхиды. На территории южной Португалии, Андалузии, Мавретании, южной Франции, Туниса в ремесленных предприятиях — предшественниках современных рыбных заводов, — производились рыбные консервы — рыбное филе или целые в масле и соли. Высоко ценилась выловленная из Нила тиляпия чёрного цвета. Из южной Испании завозился обыкновенный солнечник, из окрестностей сегодняшней Ивисы — морской карась, лучшие мурены — с Сицилии, осётры — с Родоса, лавраки — из Тибра, барабулька — из Красного моря, устрицы — из Британии и с Северного моря. Из Галлии импортировались ветчина и сыры:II, IV 10/11, мясо из провинции Бельгика считалось изысканным.

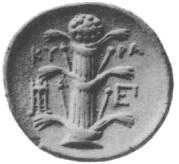
Изображение сильфия на монете из Кирены. Дикорастущий сильфий произрастал на ливийском побережье и экспортировался в Рим

Римляне распространили в западной и северной Европе такие растения, как нут, бобы, сельдерей, лебеда садовая, мангольд, пастернак, амарант, который до римлян в северной и западной Европе не выращивался. В Древнем Риме не были известны следующие продукты питания: паприка, томаты, картофель, цуккини, почти все сорта тыквы, баклажан, шпинат, редис.

### Вкусовые восприятия
Репчатый лук, чеснок и лук-порей римляне употребляли в основном в сыром виде. Варрон писал о том, что хотя деды и прадеды римлян пахли чесноком и луком, но всё же имели прекрасное дыхание, Гораций же писал о чесноке с ненавистью, как о продукте, который можно рассматривать как наказание, худшем яде для внутренностей.
К концу Республики из меню римлян среднего и высшего сословий стали исчезать «едкие» овощи, вызывающие отрыжку и неприятный запах изо рта, такие как лук или редька:75. Позднее чеснок остался лишь в рационе крестьян, бедняков и легионеров. Плиний Старший называл редьку «непристойным» овощем, недостойным свободного человека. Римляне знали по крайней мере 2 сорта лука-порея:75, различавшихся своей остротой, после употребления в пищу тарентинского порея Марциал советовал целоваться с закрытым ртом, а другой сорт из Аричча — очень хвалил:XIII, 18. Однако варёный и маринованный порей и лук входили в состав многих римских рецептов:29.
Очевидно, древние римляне ценили в блюдах разнообразие вкусов, так, им нравились сочетания сладкого и кислого, а также сладкого и перчёного, почти во все блюда, не исключая мясных, овощных и рыбных, добавлялись фрукты, мёд или виноградный сироп, очень редко — сахар, который использовался чаще всего в лекарствах:42; мёд добавлялся также в супы, соусы, десерты, выпечку, смешивался с водой или вином. Перец добавлялся в вино, соусы, гарум, часто даже во фрукты:193.

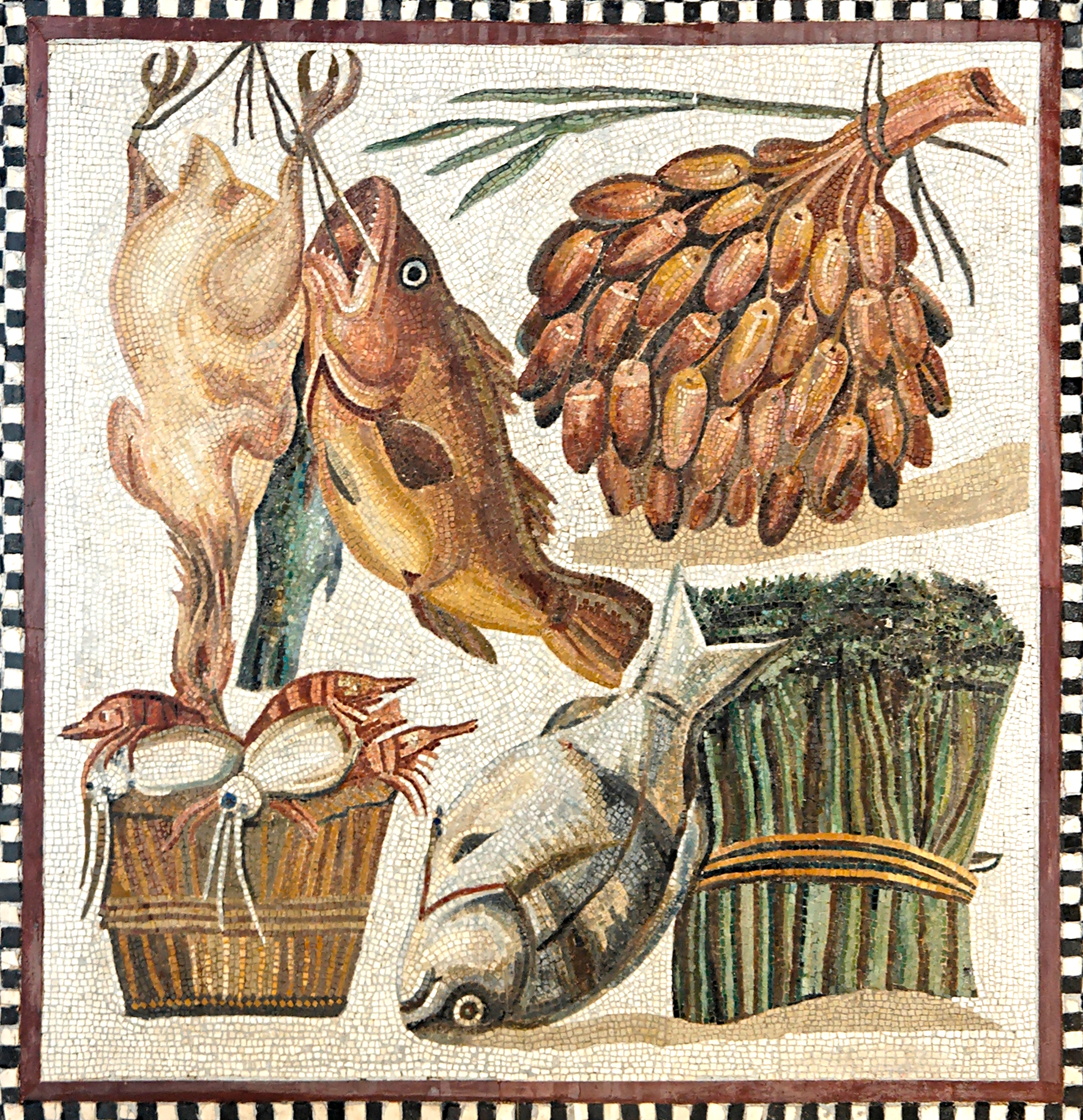
Птица, рыба, финики, спаржа и морепродукты. I век. Мозаика, музеи Ватикана

### Цены на продукты питания
В эдикте Диоклетиана о максимальных ценах (начало IV века н. э.) устанавливались твёрдые цены на продукты питания и расценки на работу ремесленников и других профессий (например, пекарь получал 50 денариев в день, уборщик канала — 25, художник по фрескам — 150):Заработок. Цены на некоторые продукты питания по категориям:
- Птица, цена в денариях за штуку, откормленный фазан — 250, откормленный гусь — 200, павлин — 300 за самца, 200 за самку, пара кур — 60, утка — 20[45]:Птица.
- Морепродукты, цена в денариях за либру (327,45 г), сардины — 16, маринованная рыба — 8, но одна устрица за 1 денарий[45]:Рыба.
- Мясо, цена в денариях за либру (327,45 г): галльская ветчина — 20, луканская колбаса — 16, свинина — 12, матка свиньи — 24, говядина — 8[45]:Мясо и колбаса.
- Овощи, цена в денариях за штуку: морковь — 0,24; огурец — 0,4; тыква — 0,4; капуста — 0,8; артишок — 2[45]:Овощи.
- Фрукты, цена в денариях за штуку: яблоко — 0,4; персик — 0,4; инжир — 0,16; лимон — 25[45]:Фрукты.
- Жидкие продукты, цена в денариях за секстарий (0,547 л): оливковое масло — 40, гарум — 16, мёд — 40, уксус винный — 6[45]:Масла и проч..

## Рецепты
От греков римляне переняли многие техники приготовления пищи, рецепты и названия блюд и кухонной утвари. Часто рецепты назывались по именам поваров или гурманов, которые их приготовили:186, например, «горох а-ля Вителлий», тушёный с мальвой (V, 3, 9), «курица а-ля Гелиогабал» с белым молочным соусом, «гороховая похлёбка а-ля Апиций» с колбасой, свининой, ветчиной (V, 4, 2). В поваренной книге Апиция «Об искусстве приготовления пищи» перечислены блюда, в которых сочетались рецепты и продукты разных регионов мира: тыква по-александрийски с мёдом и зёрнами пинии; ягнёнок, наполненный чабером и дамасскими сливами; страус с двумя сортами фиников и горохом по-индийски с кальмарами и осьминогами, приправленный вином, зелёным луком и кориандром (V, 3, 3).
Популярны были рецепты с «ложными» продуктами: солёная рыба без солёной рыбы (IX, 13), запеканка из анчоусов без анчоусов (IV, 2, 12) из варёной рыбы, яиц, актинии и приправ.
Мясо и рыба жарились, отваривались, из них делали фрикасе, фрикадельки, запеканки. Даже в кухне гурманов мясо сперва отваривалось, лишь затем поджаривалось или тушилось:191. Запеканки готовились из сыра, мяса и рыбы, овощей и фруктов; фрикасе — из рыбы, мяса, потрохов. Соусы подавались почти ко всем блюдам и приготавливались иногда заранее; для цвета в соусы и блюда добавляли шафран, пассум, сироп из фиг.

## Приём пищи
Основным блюдом являлся пульс — густая каша из полбы, сваренная на воде или молоке:14. Это блюдо являлось настолько типичным для римлянина, что Плавт назвал римлян «кашеедами» (pultiphagones):54. К каше употреблялись свежие или варёные овощи и бобовые.
Первоначально утром подавался завтрак (ientaculum/iantaculum), в обед (prandium) — второй завтрак, после обеда главный приём пищи — cena, и вечером — vesperna. Под влиянием греческих традиций, а также с ростом использования импортированных товаров cena становилась всё обильнее и стала совершаться после обеда. Второй завтрак совершался около полудня, prandium также был обычным делом. У низших классов сохранялась традиция всех приёмов пищи, что скорее соответствовало потребностям работавшего человека. Между тем римляне также перекусывали merenda, ранее так называлась вечерняя трапеза рабов, впоследствии — всякое принятие пищи без особых приготовлений:194.

### Завтрак
Завтрак являлся самым лёгким приёмом пищи римлянина и зависел от вида работы, распорядка дня и социального положения. Обычно завтрак проходил между 8—9 часами утра. Первоначально римляне употребляли на завтрак похожие на хлеб лепёшки из спельты с солью, яйцами, сыром, мёдом, а также иногда оливки, финики, овощи, в богатых домах также мясо и рыбу. К хлебу охотно потреблялась сырная смесь с чесноком, маслом, сельдереем, кориандром — моретум. Со времён империи или с начала нашей эры римляне ели хлеб из пшеницы и со временем всё более разнообразную выпечку, которая сменила лепёшки. Например, ко второй половине I века нашей эры относятся стихи Марциала:

Встаньте: уже продаёт мальчуганам завтраки пекарь,
Слышен уж голос везде утренних птиц с гребешком.
— Марциал. Эпиграммы. Кн. XIV, 223
К напиткам на завтрак относилась вода, редко молоко и вино.

### Обед
Этим словом у римлян назывался лёгкий обед или перекус в 12—13 часов. Подавались на обед по большей части холодные закуски, такие как ветчина, хлеб, оливки, сыр, грибы, овощи и фрукты (финики), орехи. Обед был разнообразнее завтрака, но всё же не имел особой важности, поэтому некоторые римляне перекусывали стоя. Иногда в качестве обеда разогревалась пища, оставшаяся с ужина прошлого дня. В качестве напитка подавалось вино с мёдом. После обеда жарким летом начиналась, по крайней мере для представителей высшего сословия и солдат, сиеста (meridiatio) продолжительностью 1—2 часа. Школы и лавки также закрывались в обеденное время.

### Ужин
В высших сословиях, представители которых не работали физически, было принято улаживать дела до обеда. После обеда завершались последние дела в городе, затем шли в термы, и между 14—16 часами начинался ужин. Иногда ужин затягивался до поздней ночи и заканчивался выпивкой.
Длительность ужина, количество поданных блюд, а также развлекательная часть зависели не только от личного вкуса, но и от общественного положения хозяина дома. Особенно разнообразными были блюда, подававшиеся на званый ужин convivium, на который гостей приглашали по особым критериям. Если ужин проходил в семейном кругу, то к нему также приглашали близких друзей или знакомых. В таком случае еда была более простой и состояла из горячих мясных или рыбных блюд, закусок, овощей.
Во времена царей и ранней республики во всех сословиях ужин был очень простым и состоял из каши из зерна (пульса). Самый простой рецепт такой каши — спельта, вода и жир (или масло), иногда с добавлением овощей (например, недорогой капусты):XI, 77. Более богатые слои населения ели кашу с яйцами, сыром и мёдом. Изредка к пульсу подавали мясо или рыбу. Позднее для большинства населения ничего не изменилось, мясо подавалось лишь на праздники. Многие питались в дешёвых забегаловках или покупали еду на улице, так как не имели возможности готовить в узких квартирах в инсуле.
В республиканский период ужин среднего и высшего сословия состоял из двух частей — из главного блюда и десерта с фруктами и овощами, а во времена империи, уже из трёх частей — закуска, главное блюдо и десерт.
К закуске (gustatio, gustus, antecoena) относились лёгкие, вызывающие аппетит блюда, подавалось вино, смешанное с водой и мёдом мульсум (mulsum), которое, по словам Горация, промывало внутренности перед едой:II, 4, 26, поэтому закуска также называлась promulsis. К закуске относились яйца куриные, утиные, гусиные, реже павлиньи. Подавались также фрукты в кислом соусе, солёные оливки в масле, а также приправленная пряностями паста из оливок, овощи, которые вызывали аппетит, такие как лук-порей, лук репчатый, огурцы, каперсы и кресс-салат. К другим закускам относились также грибы, особенно цезарский гриб, белый гриб, шампиньоны, трюфели. Тушёные и засоленные улитки, моллюски в сыром виде или варёные, морские ежи и небольшая рыба также употреблялись в пищу. В конце существования республики подавались небольшие мясные закуски, например, соня-полчок, которых выращивали в специальных ограждениях gliraria. Позднее к закускам стали подаваться также колбаски, рыба и фрикасе.
Главное блюдо (mensae primae, также caput cenae) состояло обычно из мяса и овощей. В качестве мясных блюд подавались колбасы, блюда из свинины, варёная и жареная телятина, запечённая и фаршированная птица, дичь, позднее стала сервироваться и рыба. Гарнира в современном понимании не существовало, однако во всех сословиях хлеб употреблялся с тех пор, как римляне начали выращивать пшеницу. Только самые бедные, которые не имели печей, по-прежнему ели кашу, которую можно было легко приготовить на жаровне, использовавшейся для отопления инсулы. Позднее, с распространением общественных пекарен, бедняки стали есть также и покупной или выдаваемый в качестве бесплатного довольствия хлеб. К различным блюдам подавался соус гарум и различные приправы.

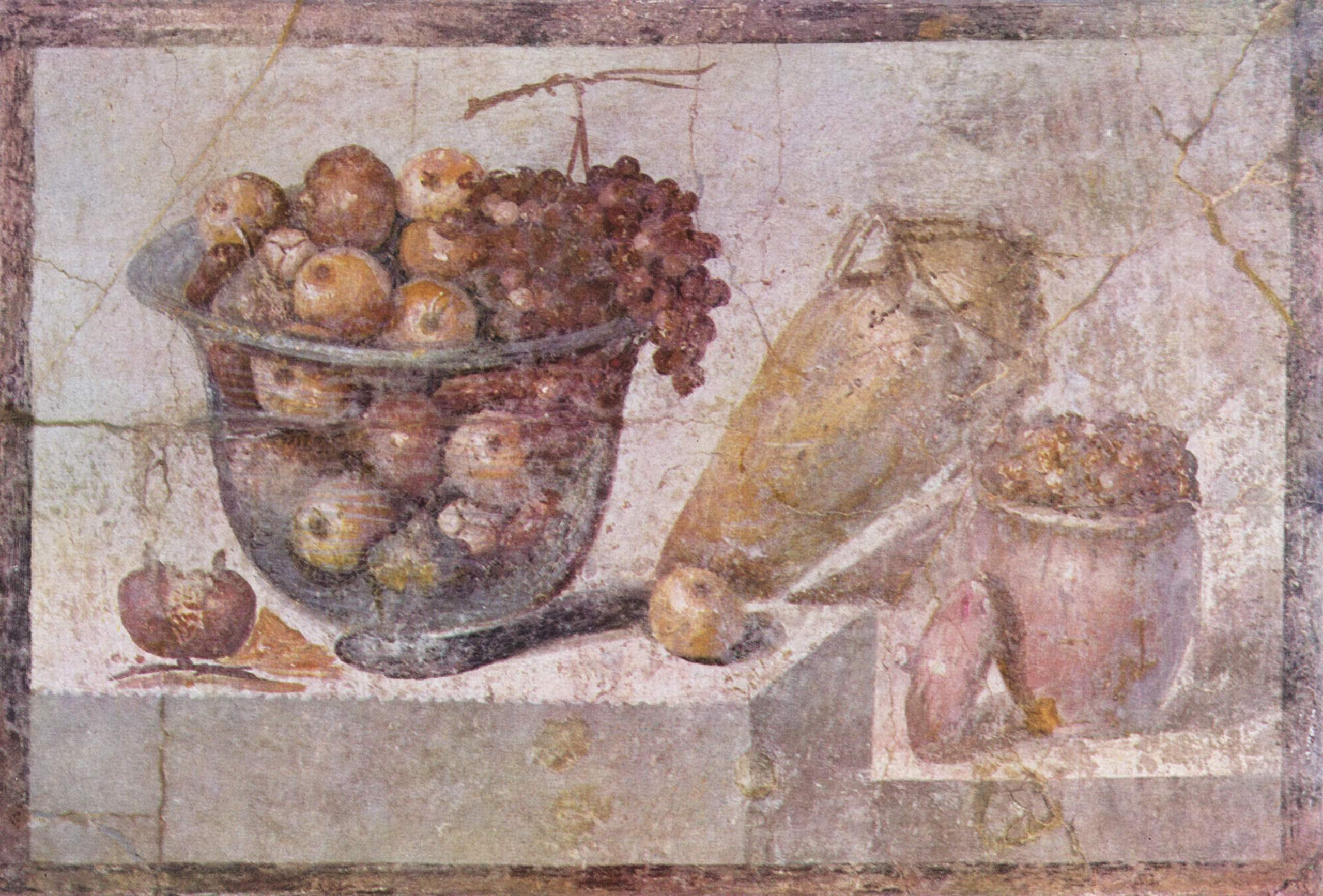
Чаша с фруктами. Фреска из дома «Юлии Феликс», Помпеи

На десерт (mensae secundae) в конце ужина подавались свежие фрукты и сухофрукты, орехи, выпечка. Ранее употреблявшиеся как десерт устрицы стали со временем частью закусок. Немаловажную роль играли пироги, часто изготовлявшиеся из пшеницы с мёдом.

## Культура принятия пищи
Первоначально древние римляне ели в атриуме, сидя у очага:21. Только отец имел право возлежать, мать сидела в ногах его ложа, а дети размещались на скамейках, иногда за особым столом, на который им подавались небольшие порции. Рабы находились в той же комнате на деревянных скамейках или же ели вокруг очага:194.
Позднее стали устраивать особые залы триклинии для званых обедов, в которых стали принимать участие и жёны с детьми, им также было позволено есть лёжа. Первоначально этим словом обозначали установленные буквой П трёхместные обеденные кушетки (клинии), затем название закрепилось за самим помещением столовой комнаты:23. Иногда в одной столовой устраивали несколько триклиниев. В богатых домах бывало по несколько столовых для разных времён года. Зимний триклиний часто помещался на нижнем этаже, на лето столовая переносилась в верхний этаж, или же обеденное ложе ставилось в беседке, под навесом из зелени, во дворе или в саду. Часто садовые триклинии огораживались стеной, вместо диванов были лежанки и столы из камня.

### Мебель
Римляне переняли от греков обычай есть лёжа (около II века до н. э. после походов на Восток). С этой традицией в Древний Рим пришла и мебель (триклинии) — три клинии, окружавшие с трёх сторон небольшой столик для блюд и напитков. Каждое из лож в триклинии имело собственное обозначение, посередине — lectus medius, справа от центральной клинии — lectus summus и слева — lectus imus. На нижней (левой) клинии располагался хозяин дома со своей семьёй, две других предназначались гостям, причём на среднем ложе размещали наиболее важных гостей. Самым почётным местом на каждом ложе было левое, за исключением среднего ложа, где почётным местом считалось правое, которое находилось рядом с местом хозяина.
Каждая клиния была рассчитана максимум на трёх человек:195. Если кто-нибудь приводил с собой неожиданного гостя (свою «тень»), или в случае нехватки мест на ложах, в клинии расставляли стулья; рабы часто всё время стояли. Впоследствии в обеденной комнате могли устанавливать сразу несколько триклиниев. Уже во времена Римской республики в триклиниях начали ставить по 9 лож для 27-и человек.
Разновидности клиний: fulcrum  — клиния с возвышенным изголовьем, так что создавалась иллюзия стены; lectus triclinaris — с возвышениями у изголовья и ног; plutens  — диван, известный с I века (обычно размером 215 см в длину и 115 см в ширину) со стенками с трёх сторон высотой 40—50 см; stibadium  — диван в форме подковы, удобный для большего числа гостей, стал популярен в III—IV веках.
|                          |                                                                                                 |          |                                                           | |
| Триклиний. Реконструкция | Plutens (на заднем плане) и lectus triclinaris. Реконструкция в археологическом парке Карнунтум | Стибадий | Летний триклиний в доме Нептуна и Амфитриты в Геркулануме | Пикник после охоты. Над натянутым тентом расположена длинная мягкая подушка для удобства сидящих, на которую можно облокотиться |

Каждое ложе представляло собой деревянные или каменные подмостки с уклоном в сторону, противоположную от стола; на них расстилались матрасы и одеяла. Все 3 ложа были одинаковой длины и имели каждое 3 места. Места отделялись друг от друга подушкой или набитым чем-нибудь изголовьем; более высокий край ложа, примыкавший к столу, немного возвышался над его уровнем. Обедающие ложились на своё место наискось, опираясь верхней частью туловища на левый локоть и изголовье, а ноги протягивали к правой стороне. Такое положение не раз менялось в течение продолжительной трапезы:195. Приём пищи в лежачем положении может показаться современному человеку неудобным, однако римлянам такое положение казалось наиболее соответствующим для спокойного наслаждения едой. Традиция есть лёжа распространилась не на все римские провинции, о чём свидетельствуют некоторые изображения римских застолий:359.
К концу существования республики стали входить в употребление круглые и овальные столы. Вокруг такого стола стали устраивать одно ложе в виде полукруга — сигму (ложе для 5—8 человек, изогнутое в форме греческой буквы сигма) или стибадий (полукруглое ложе, на котором могли разместиться только 6—7 человек). Места на ложе не отделялись подушками, вокруг всей сигмы шла 1 подушка в виде валика, на которую и опирались все возлежавшие. Само ложе по-прежнему устилалось коврами. На сигме почётными местами были крайние; первое место было на правом краю, второе — на левом; остальные места считались слева направо.
Столы богачей изготовлялись из цитрусового дерева, клёна или слоновой кости:XI, 110. С I века столы стали накрываться скатертями, прежде рабы после еды просто вытирали столы.

### Столовые приборы и посуда
В большинстве древнеримских хозяйств посуда была из дешёвого дерева или глины, посуда из дерева не сохранилась до наших дней. Более обеспеченные ели из посуды терра сигиллата из красной глины с матовой или гладкой поверхностью, которая поначалу (I век до н. э.) была редкой и дорогой, но с распространением этой разновидности керамики в северных провинциях потеряла свою эксклюзивность. Цениться стали изделия из тонкого стекла и столовые приборы из бронзы, больше всего ценились изделия из серебра. Самый большой набор столового серебра из 180 предметов был найден в доме Менандра в Помпеях:140. Римляне использовали также посуду из свинца:40.
Использовались 2 вида ложек — большие (ligula), больше похожие на современные чайные ложки, и маленькие (cochlearia), с круглой чашечкой и длинной ручкой, для употребления в пищу яиц и улиток. Ручка также выполняла функции современной вилки. У стола большие куски разрезались/разделывались, мелкие можно было брать из чашечек и с подносов. Вилка была римлянам известна, но использовалась только для раскладывания блюд.
Для напитков использовались: cantharus — кубок с двумя ручками на ножке, cymbium — чаша без ручек в форме лодочки, patĕra— плоская чаша, применявшаяся прежде всего в культовых обрядах; calix — кубок с ручками; scyphus — кубок без ручек; phiăla — чаша с широким дном; scaphium — чаша в форме лодочки.
|                       |                                                               |                    |                                                   |                              |
| Позднеантичное стекло | Древнеримский кубок из стекла, выполненный в технике диатрета | Лигула и коклеария | Ложки с короткими ручками — cigni для мучных блюд | Бронзовый кувшин и сковорода |

### Традиции и этикет
Приглашения гостям разносились или вручались лично, клиентам зачастую приглашения вручали рабы от имени хозяина. Устроители пиров настоятельно требовали, чтобы важные гости приводили с собой друзей:125. От представителей одного с хозяином дома сословия ожидалось принятие приглашения на обед (за исключением, например, дней личного траура:31). Когда гостя приглашали на обед представители более низших сословий, он мог отклонить приглашение за «неважностью». В своих эпиграммах Марциал описывает тип «охотника за приглашениями», который знает, где и в какое время нужно быть, чтобы в тот же вечер быть приглашённым на ужин или банкет. Некий Вакерра в эпиграмме Марциала проводил с такой целью несколько часов в латрине:XI, 77.

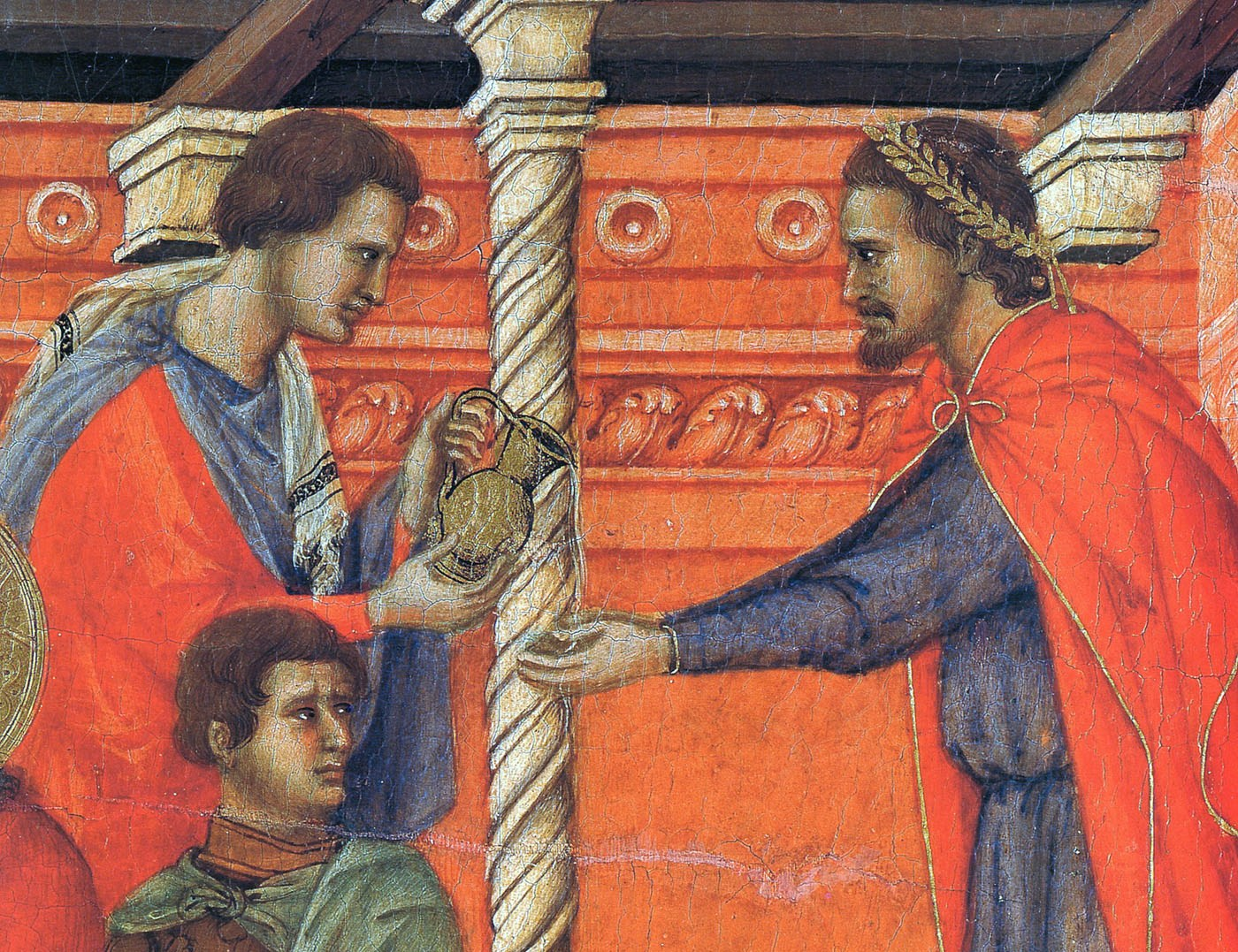
«Пилат умывает руки», Дуччо. «Маэста», деталь

Тогу снимали дома и облачались в специальную одежду для приёма пищи (synthesis или vestis cenatoria) — удобные одеяния из набивного ситца или шёлка. В доме хозяина гости разувались, самостоятельно или с помощью раба. Перед едой римляне мыли руки, зачастую и ноги. Также руки мыли после каждого блюда, поскольку, несмотря на существование столовых приборов, ели традиционно руками, захватывая кусочки еды с общего блюда; лишь для мучных изделий и соусов использовали ложки. Для мытья рук рабы подносили чашу с водой. Хорошими манерами за столом считалось не дуть на еду, аккуратно и «аппетитно» брать кончиками пальцев кусочки блюда и осторожно подносить их ко рту.
Применялись также своего рода салфетки для вытирания рта. После завершения трапезы гости заворачивали в них гостинцы от хозяина (apophoreta), например, мази или духи, десерт или остатки еды:667. Марциал посвятил apophoreta цикл из 208-и двустиший того же наименования, каждое из которых кратко описывает полученный подарок. По этому списку можно судить, насколько разнились подарки в зависимости от состояния и вкуса хозяев: серебряная Минерва (179); астурский иноходец (199); книга Тита Ливия на пергаменте (190); галльская собачка, раб-скорописец (208), зубной порошок (56).
Несъедобные пищевые отходы (кости, листья салата, скорлупа орехов, косточки винограда и прочее) бросались на пол, затем рабы подметали так называемое «собранное»:9.
Встать с дивана, чтобы пойти в туалет, было против традиций застолья. В туалет ходили всё же вне столовой, поэтому если гость или хозяин не покидал ложа и требовал горшок для опорожнения, то это считалось неслыханным нарушением этикета. Применение рвотных средств (тёплая вода, вода с мёдом или солью:I 3, 22) не относилось к традициям застолья даже среди аристократов, лишь небольшая часть высшего сословия использовала иногда рвотные средства во время затянувшихся приёмов. Также не терпелось «пускание газов». В сатире Петрония Трималхион, как щедрый хозяин, против правил этикета разрешает это своим гостям:XLVII, 5.
Во время ужина и пира выступали мимы, музыканты, акробаты, дрессированные обезьяны, фокусники, танцовщицы, был популярен танец живота:XI, 162, иногда даже боролись гладиаторы, некоторые хозяева сами пели или читали вслух, велись беседы за столом, играли в кости или бабки, в жребии (иногда разыгрывались дорогие подарки, такие как одежда, посуда, музыкальные инструменты, оружие, а также рабы):667, в настольные игры.
На пирах к концу республики разрешено было присутствовать замужним женщинам, во времена империи также и незамужним.

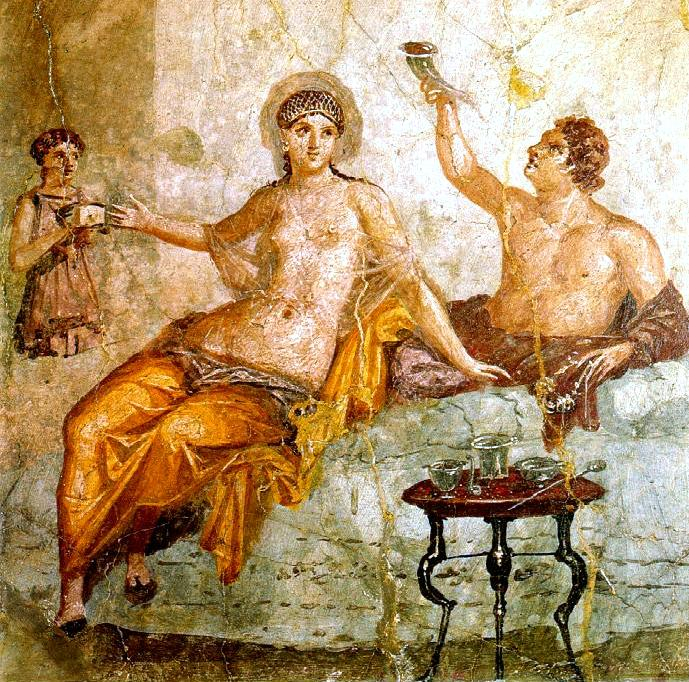
Сцена застолья. Фреска из Помпеи, I век. По мнению некоторых учёных, в сценах банкетов на рельефах Помпеи изображены женщины лёгкого поведения (судя по их одежде, а скорее её отсутствию, и позам)

О традициях застолья у простого народа сохранилось очень мало источников. В начале приёма пищи произносили молитву богам, а перед десертом совершали жертвоприношение ларам (кусочки соли). В богатых домах перед десертом также приносили жертвы ларам, как правило мясо, пирог, зачастую украшенный шафраном, и вино.

## Напитки и культура питья
Самыми популярными во время трапезы напитками римлян всех слоёв населения были вода и вино:397. Доступ горожан Рима к чистой воде не зависел от сезона и обеспечивался стабильно со времён сооружения первых систем водоснабжения в III веке до н. э.
При употреблении вина в качестве напитка оно обычно разбавлялось водой, а неразбавленное вино употреблялось прежде всего в кулинарии, например, при изготовлении соусов. Римляне различали по цвету белое и красное вино, Плиний приводит четыре цвета: «белое, жёлтое, кроваво-красное и чёрное». В Риме употреблялось как местное, так и привозное вино, высоко ценилось старое, выдержанное вино. Желая придать вину более сложный вкус, иногда к нему добавляли лепестки роз или фиалок, листья алоэ или мирта, можжевельник, лавровые листья, полынь или даже благовония (нард или мирру). Летом вино охлаждали льдом из специальных погребов или в амфорах с двойными стенками, в которые заливалась вода для охлаждения; зимой вино часто подогревали в сосудах, похожих на самовар.

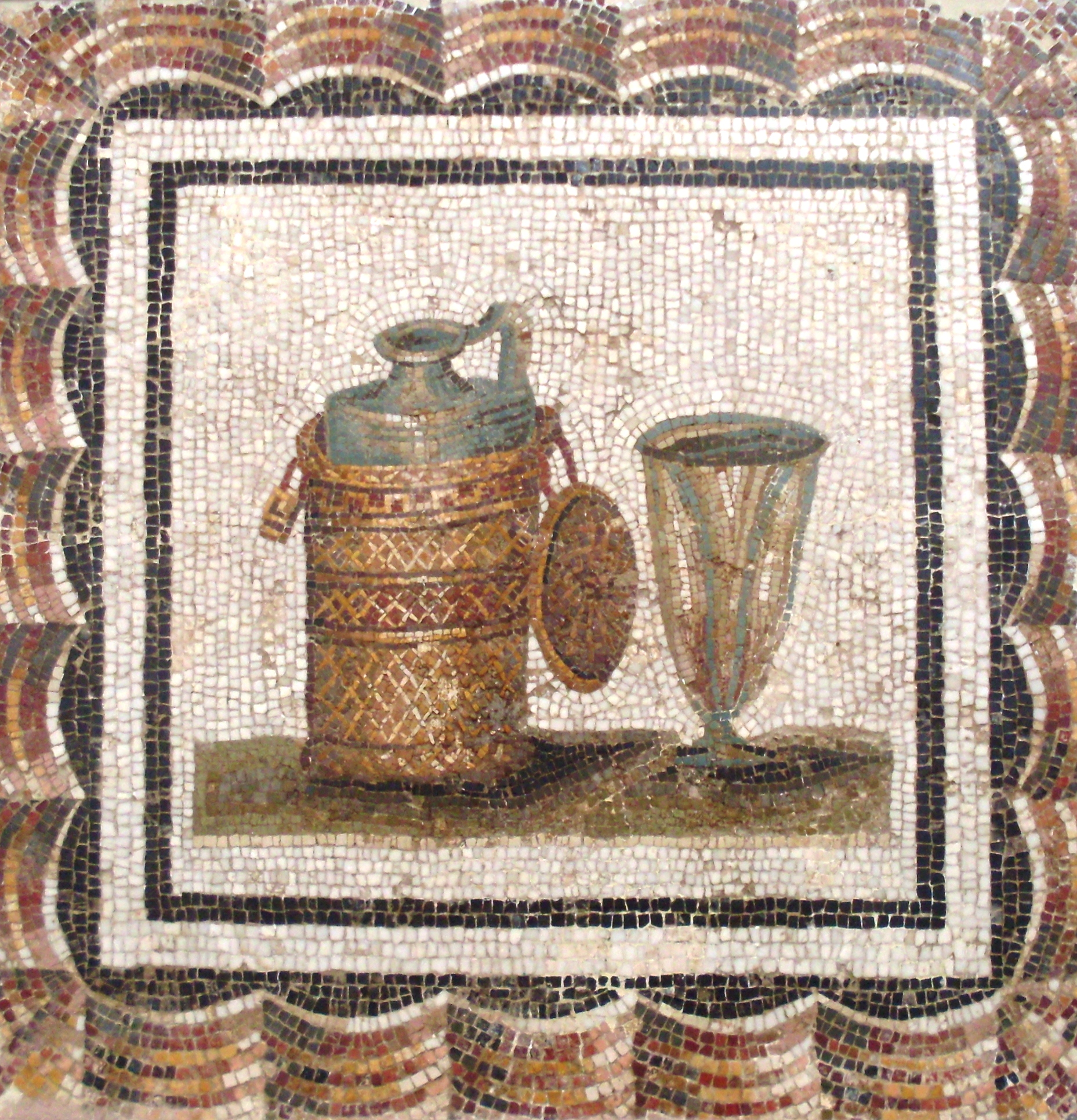
Кубок. Мозаика из музея Бардо, Тунис

Приготовлялись также различные винные напитки: пассум (passum) — вино из сушёного винограда, дефрутум (defrutum/defritum) или сапа (sapa) — проваренные виноградные морсы, лора — вино из виноградных выжимок, мульсум — напиток тёмно-красного цвета из свежего виноградного сока и мёда в пропорции 4:1. Технологию выращивания винограда и приготовления вина римляне в основном заимствовали из греческого опыта, некоторые римляне также пили вино «по греческому обычаю» (по представлению римлян), то есть неразбавленным (см. также Древнеримская кухня и здоровье). Также существовал рецепт conditum paradoxum — смесь из вина, мёда, перца, лаврового листа, фиников, мастиковой смолы и шафрана, которая несколько раз варилась и употреблялась в горячем (или холодном) виде.

### Comissatio
После главного застолья и перед десертом приносились жертвоприношения ларам, алтарь омывался неразбавленным вином. Во время всего главного застолья пили умеренно, считая, что вино мешает вполне насладиться кушаньями:197.
О республиканских нравах и законах Катон Старший писал, что муж мог осудить или даже убить жену, если та выпила вино, затем появились законы, запрещавшие женщинам пить вино. Во времена империи женщинам разрешалось присутствовать на приёмах и пирушках. Сенека пишет, что женщины так же пьют, как и мужчины.

## Пища в разных сословиях

### Среднее и высшее сословия
Богатые римляне находились под влиянием греческих традиций. С ростом благосостояния пища становилась всё богаче и разнообразней. Питательная ценность имела в то же время второстепенное значение, гурманы предпочитали блюда с низкой калорийностью и малым содержанием питательных веществ, в общем гурманы ценили всё экзотичное и экстравагантное; для гурманов скорее имела значение труднодоступность продукта и высокая цена:668. Обжорство, гурманство и роскошь пиров относились к стилю жизни аристократического меньшинства в Древнем Риме времён империи.
Приготовлением еды в богатых домах занимались рабы. Некоторые известные повара Рима также были рабами, или свободные повара служили за большие деньги в богатых домах:123. Кухни даже больших домов были тесными и тёмными, не всегда в них находилось отверстие для вытяжки воздуха. Часто в таких домах вне кухни (обычно во дворе) имелось место с печью и столами, где можно было подготавливать приёмы (например, в вилле Мистерий, домах Фавна и Ветиев):28-29. Вода в кухне текла постоянно, чистую воду брали для приготовления пищи и питья, а также стирки, грязная вода стекала в латрину.
В больших многоэтажных домах на нижних этажах располагались комфортабельные квартиры, в которых были кухня и столовая. В некоторых таких домах на этаже находилась одна общая кухня с печью, однако для бедняков и это было большим комфортом. Так, в большинстве жилых домов Остии кухни не были обнаружены:30. В квартирах без кухни иногда готовили на переносных терракотовых печах.
Бедняки и крестьяне питались очень скромно. Так как мясо стоило дорого (цена либры мяса могла доходить до дневного заработка рабочего), то большинство были вынужденными вегетарианцами, употребляя его лишь по праздникам.

### Бедное городское население
Основной пищей бедного городского населения, так же как у крестьян и рабов, были хлеб и овощи. Ремесленники ели бобы, добавляя к ним капусту и свёклу:XIII, 13, которую Персий называл «плебейским овощем». К скромному обеду плебея относилась дешёвая солёная рыба, варёные люпины, бобовая каша с салом, капуста, мангольд. Такой кашей, как и солёной рыбой и колбасками, торговали на улицах разносчики из харчевен:I, 41. 8-10. Мясо и свежую рыбу бедняки могли позволить себе лишь изредка:74.
Бедняки из «погребальных товариществ» отмечали памятные для товарищества дни, например, дни рождения покровителей товарищества и день его основания, праздничными обедами. Распорядители такого обеда (magister cenarum) заготавливали амфору хорошего вина и, в соответствии с числом членов, хлебцев стоимостью 2 асса каждый и сардинок по 4 штуки на человека.
До 270 года беднякам в Риме бесплатно раздавали зерно (см. хлебные законы), не обязательно для выпечки хлеба, а скорее для приготовления каши. Позднее бедняки стали также получать бесплатно оливковое масло, при Аврелиане хлеб вместо зерна, а также скромные куски свинины.

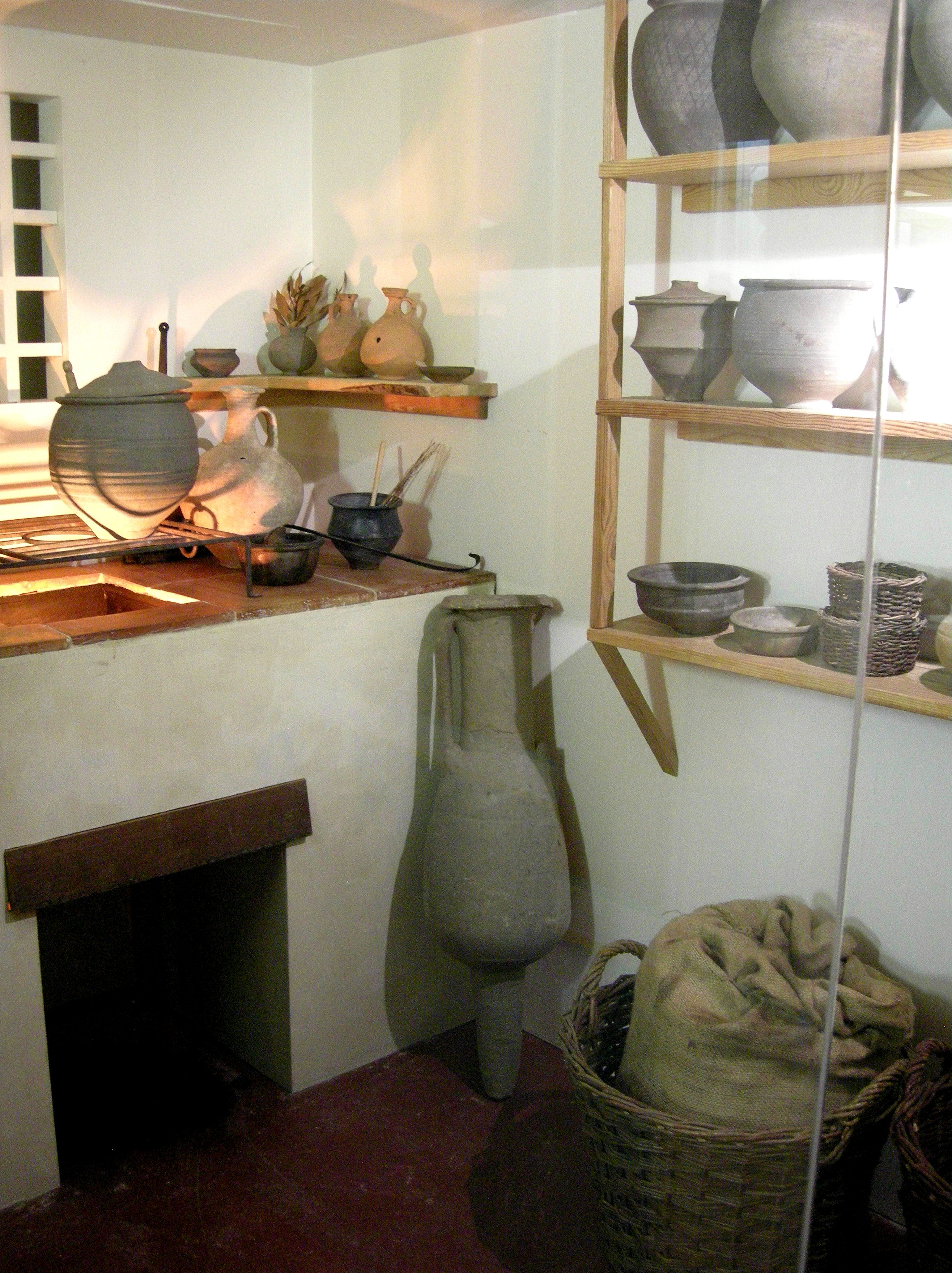
Реконструкция римской кухни

### Клиенты
В литературе I века н. э. часто описываются роскошные обеды, отличавшиеся изобилием и грубостью нравов. Богатый аристократ приглашал к себе на обед клиентов, но хозяин и гости ели разную еду. Вирону, герою 5-й сатиры Ювенала:Сатира 5, были поданы прекрасный хлеб из лучшего сорта пшеничной муки, омар со спаржей, краснобородка, пойманная около Корсики или Тавромения, мурена из Сицилийского пролива, гусиная печень, «откормленная курица величиной с гуся» и дикий кабан, «что копья Мелеагра стоил бы». Гости в это время грызли заплесневелые куски чёрствого хлеба, поливали капусту маслом, которое годилось только для светильников, а кроме того, получили каждый по одному речному раку с половинкой яйца, угрей из Тибра, полуобглоданного зайца и яблоки в чёрных пятнах, которые грызут обезьяны.
В городских инсулах не было ни столовых, ни кухонь, поэтому клиенты получали еду у стола патрона во время ежедневного утреннего визита. С ростом числа клиентов, которые выстраивались утром в очередь, стало невозможным продолжать эту традицию у семейного стола, поэтому они стали получать каждый раз «корзинку» с продуктами (sportula):201.

### Крестьяне и рабы
Обилие и разнообразие крестьянской еды зависели от многих факторов: падёж скота, неурожай, смерть главного работника могли свести крепкий крестьянский двор к почти нищенскому существованию. Катон в своём трактате «О сельском хозяйстве» указывает, сколько зерна, хлеба и вина выдать работникам имения и рабам:57:
| Продукты                  | Рабочий (зима) | Рабочий (лето) | Управляющий, пастух | Закованный раб (зима) | Закованный раб (лето) |
| ------------------------- | -------------- | -------------- | ------------------- | --------------------- | --------------------- |
| Пшеница (кг/день)         | 0,9            | 1              | 0,7                 | нет                   | нет                   |
| Пшеничный хлеб (кг/день)  | нет            | нет            | нет                 | 1,3                   | 1,6                   |
| Вино (л/день)             | 0,57           | 0,57           | 0,57                | 0,72                  | 0,72                  |
| Оливковое масло (л/месяц) | 0,54           | 0,54           | 0,54                | 0,54                  | 0,54                  |

Работники и рабы также получали солёные маслины, уксус и дешёвую засоленную рыбу. Так как местное вино было очень дешёвым, даже рабам разрешалось его пить.
Крестьяне употребляли в пищу лук репчатый и лук-порей, цикорий, кресс-салат, фенхель, портулак огородный, латук, маслины, бобы, чечевицу, горох. Из бобов и стручков варилась густая похлёбка (conchis), которую ели также с салом. Овидий считал, что простая крестьянская еда по вкусу и богине:370.

### Легионеры
В республиканской армии в походный рацион легионеров входили те же повседневные продукты, что и у простого населения, которые можно было долго хранить, легко перевозить и просто приготавливать:86.
Во времена империи в рацион стали входить сухари, поска и долго хранящееся сало. Хлеб выпекался квадратной формы, для более удобной транспортировки. В походных пайках обязательно присутствовали злаки: ячмень, полба, пшеница, эммер. В паёк легионера входили: сухари на 3 дня, свежий хлеб, сало, твёрдый сыр, чеснок, немного свежего мяса. Кроме того, каждая группа из восьми легионеров (контуберналии, имевшие общую палатку) имела свою сковороду, что позволяло им жарить себе еду даже в походе.
В пищу легионеров во время стоянки в лагере входили свинина, говядина, козлятина, дичь, овощное рагу, каша из злаков. Счета из британского лагеря Виндоланда показывают, что римские солдаты ели много ветчины. По праздникам или в честь больших побед подавались изысканные блюда (молочный поросёнок, устрицы, хорошие вина). Командиры легионов, как и другие богатые римляне, ели мясо оленя и кабана. Археологические данные свидетельствуют о том, что в рационе римских легионеров в Римской Британии были также цесарки, куры и кролики.

### Гладиаторы
Особый рацион предписывали гладиаторам, по которому их называли «пожирателями ячменя» (hordearii).
Гален писал, что гладиаторы получали также хлеб, козий сыр, свинину и говядину. Исследования останков гладиаторов из захоронений в Эфесе свидетельствуют о том, что гладиаторы были в основном вегетарианцами.

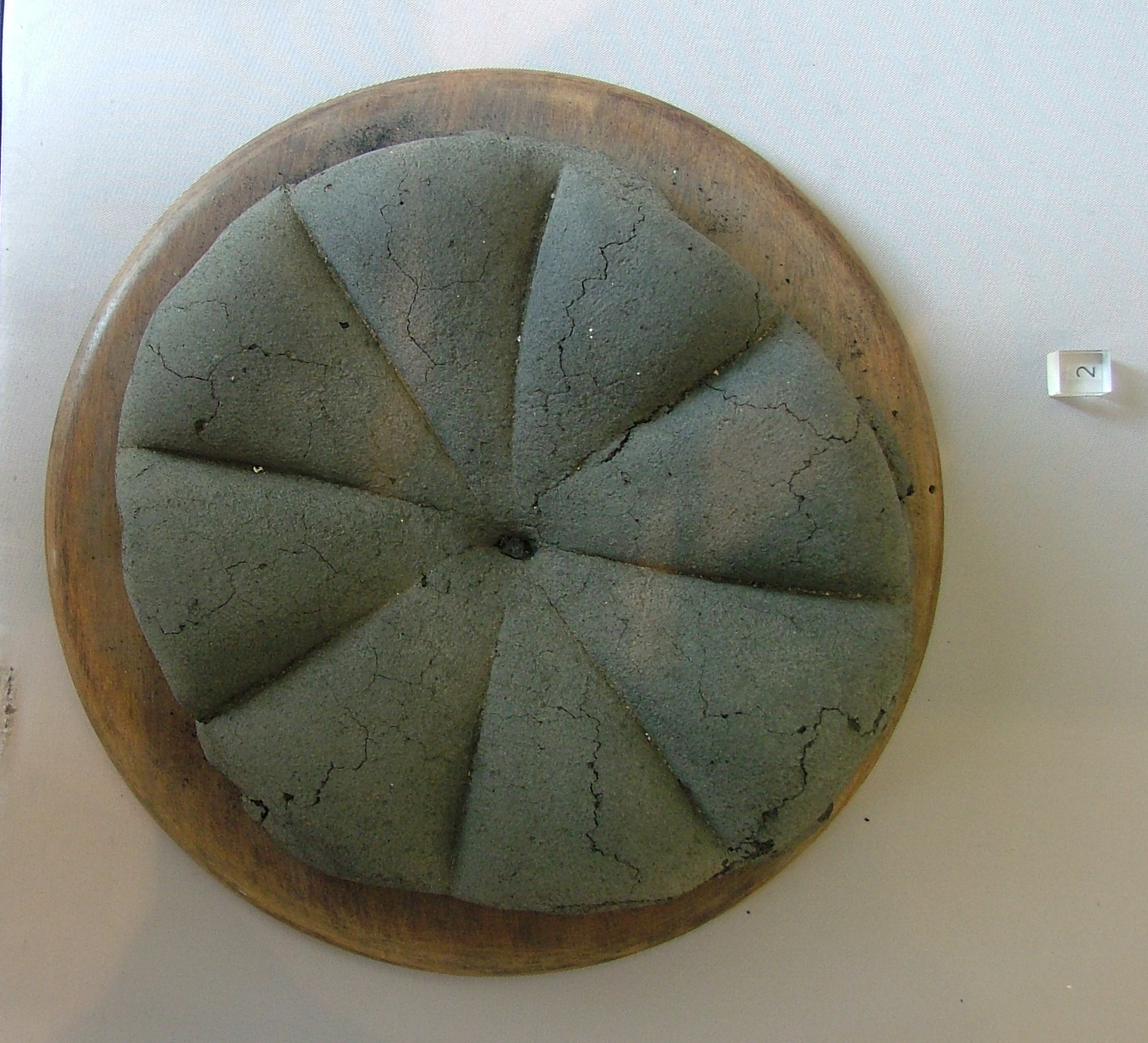
Круглый хлеб с надрезами, чтобы его было легче разломить. Помпеи

### Жертвоприношения
Жертву ларам, покровителям домашнего очага, подносили обычно перед подачей десерта, на домашнем алтаре сжигали вино, лавр, травы, благовония, а также фрукты, мёд, соль, кашу и другие продукты. Специально для жертвоприношения пёкся пирог с пряностями и мёдом (liba). По словам Овидия, богу (Вакху) по вкусу сладкие соки:729. Простой народ приносил в жертву ларам кусочки соли, пенатам — небольшую порцию еды в чашке. Для поминовения умерших родственников на место захоронения приносили хлеб, фрукты, пирог, вино, а также благовония и цветы:537, богатые семьи также устраивали трапезу.
Крестьяне приносили в жертву богам первые фрукты и овощи. В жертву приносились и животные: быки, ягнята, овцы, а также коровы, свиньи, иногда козы, собаки, лошади, куры:271. Внутренности вырезались, отваривались, разрезались на мелкие кусочки и сжигались на алтаре, остальное мясо приготавливалось и употреблялось как жертвенная пища.
По традиции предков римляне эпохи империи пекли жертвенный пирог из эммера, а не культивированной пшеницы, жертвенные животные посыпались подсоленной мукой эммера, подношением богам являлась каша из зелёных бобов (puls fabata):81.

## Быстрое питание в Древнем Риме
См. также статьи: каупона, попина, термополий.

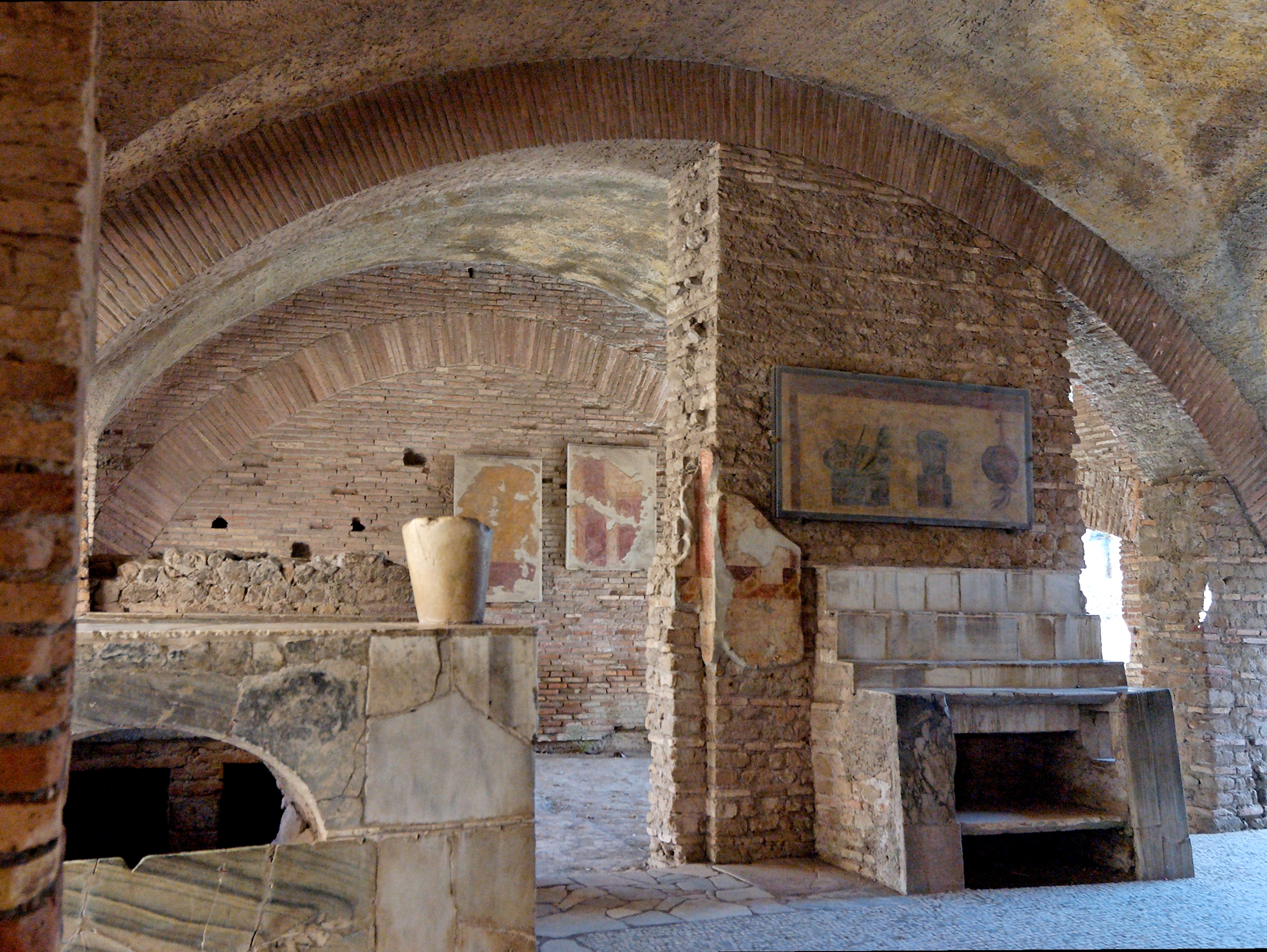
Термополий — харчевня и бар. Остия

Заведения быстрого питания в Древнем Риме посещали простые люди из низших сословий (рабы, вольноотпущенные, матросы, носильщики, ремесленники, подёнщики, а по представлению Ювенала, также бандиты, воры, беглые рабы, палачи и гробовщики:сатира 8), которые не имели возможности готовить в своих тесных жилищах, а также рабочий люд и путешественники. Лишь изредка аристократы появлялись в таких заведениях, и те, кого узнавали, могли потерять уважение общества, этот факт могли использовать политические противники. Закусочные и бары служили не только для приёма пищи, но и для общения и развлечения, практиковались игра в кости, выступления танцоров или певцов. Многие римляне были постоянными посетителями своих любимых заведений. Хозяева «рекламировали» также свои заведения стихами и фресками у входа в заведение или также гарантировали твёрдые цены.
Бары и закусочные наполнялись скорее к вечеру и до ночи были открыты, многие были открыты и днём, особенно находившиеся вблизи терм (в имперский период — также и в термах) или других мест массового увеселения.

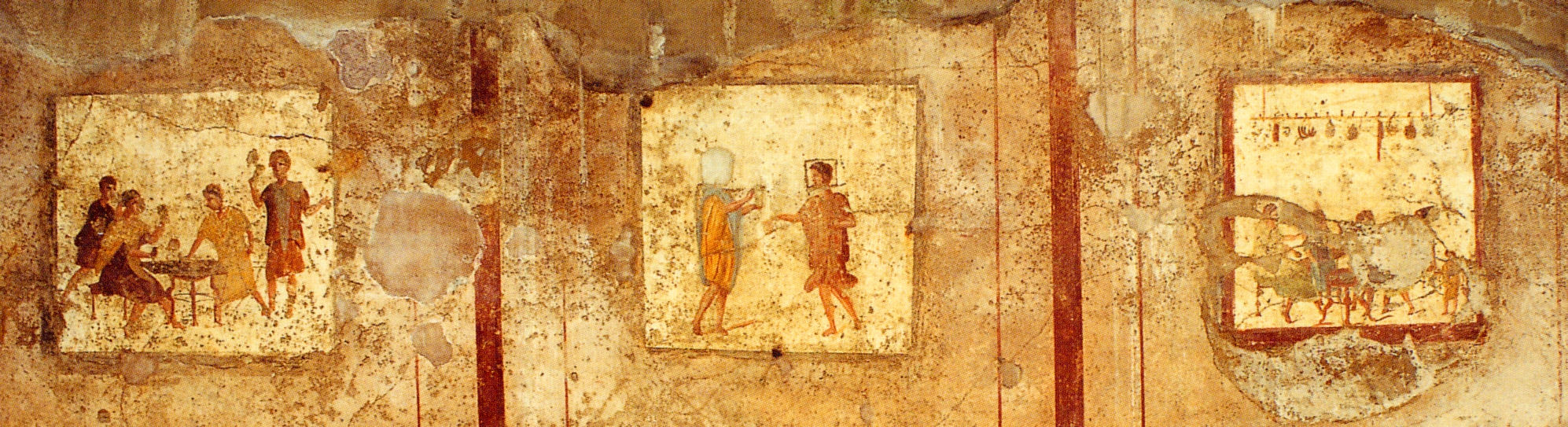
Фреска справа — путешественники, посетители термополия, сидят за столом, в правом углу внизу — подносящий еду. На стене висят колбасы и сыры Osteria della via di Mercurio. Помпеи

В тавернах подавали недорогое итальянское вино, в Галлии также и пиво, оливки или другие закуски; ели стоя (или сидя) за столиком. В попинах подавали горох, бобы, лук, огурцы, яйца, сыр, фрукты в зависимости от сезона, несколько мясных блюд для более состоятельных клиентов, пироги и выпечку:130. Некоторые императоры пытались ограничить ассортимент подаваемых блюд, стараясь тем самым ограничить «роскошь» и блюсти древние нравы, когда пища готовилась только дома, кроме того, харчевни всегда могли служить местом сборищ недовольных. Так, Тиберий запретил продавать хлеб и выпечку, при Нероне было запрещено продавать «варёную пищу, кроме овощей и зелени», при Веспасиане разрешено было продавать только бобы:131.
В Помпеях было раскопано множество термополиев и попин — забегаловок с прилавками, выходящими на улицу. В помещении находились глубокие сосуды, в которых были котлы с пищей. За прилавком находились полки с винными амфорами, а также кубки, посуда и прочая кухонная утварь. В таких заведениях также находилась печь или очаг, над которым висел чан с тёплой водой, чтобы гостю по его желанию смогли разбавить вино тёплой водой или же водой из источника. Над очагом на гриле жарилось мясо для тех, кто мог себе позволить его купить. За основным помещением располагались небольшие кладовки для хранения припасов, а также гостевая комната, в которой также обедали, но уже с обслуживанием:20. В таких комнатах находилась лишь самая необходимая мебель — стулья и стол, полки, на крючках на стене висели колбасы, сыр и фрукты. В попинах в таких комнатах зачастую предлагали свои услуги проститутки:18. Надписи из Помпеи и свидетельства римских авторов говорят о том, что «барменши» и «официантки», а иногда и хозяйки заведения также занимались проституцией:130.
На улицах торговцы продавали хлеб и выпечку, которые выпекались в больших городских пекарнях. Некоторые торговцы продавали блюда прямо на улице из переносного котла. Ресторанов в современном понимании в Римской империи не существовало.

## Древнеримский пир

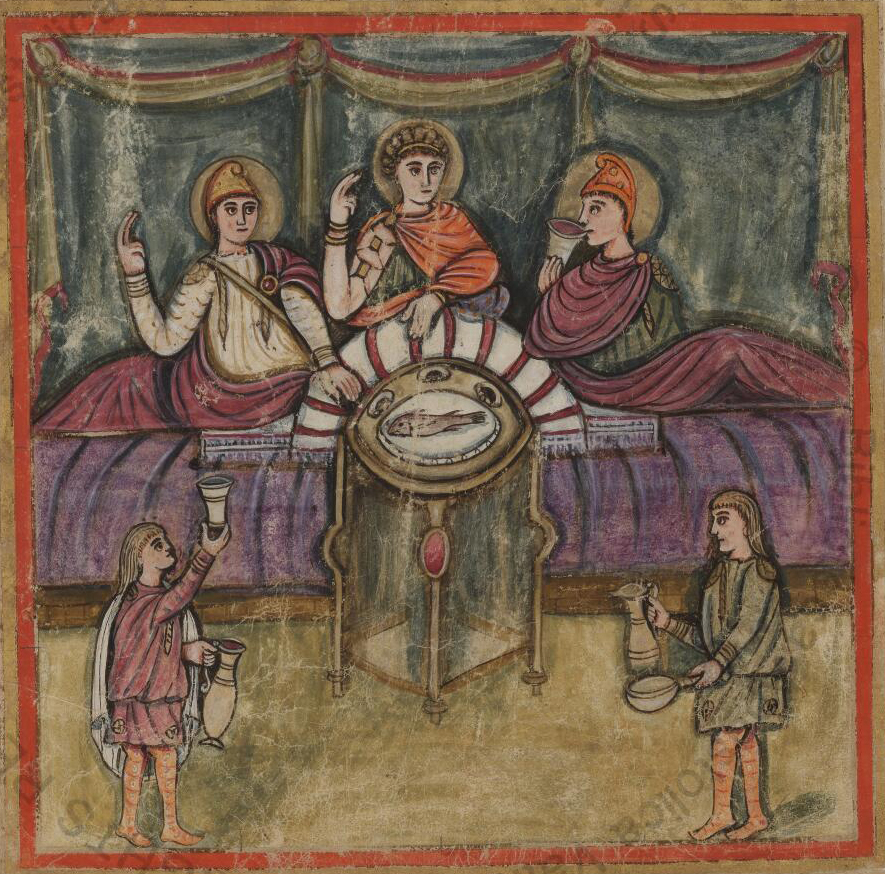
Пир Энея и Дидоны. Миниатюра из рукописи Vergilius Romanus. V век н. э.

Ужины с друзьями во времена Плиния и Цицерона были важной частью жизни древнеримской аристократии. Банкеты устраивались не только по случаю дня рождения или свадьбы, а скорее входили в распорядок дня наряду с принятием клиентов или посещением форума и терм. По словам Цицерона, для Катона Старшего смысл застолья заключался в общении с друзьями и ведении беседы. На пирах в доме аристократа собирались гости различного положения: родственники, друзья, клиенты, вольноотпущенники, женщины — хозяйка дома, жёны гостей, а также дети, прежде всего сыновья. Обслуживание, место и блюда, которые подносились гостям, строго соответствовали их положению в обществе.
Самое известное описание пира в латинской литературе I века находится в «Сатириконе» Петрония Арбитра, где пир богатого вольноотпущенника Трималхиона представлен в сатирической манере. Гостям подавались 62 блюда, например, деревянная курица на павлиньих яйцах, внутри которых находились жирные винноягодники, под соусом из перца и яичного желтка, фалернское вино (поддельное, как намекает Петроний), кабан, начинённый кровяными и жареными колбасами.

 На круглом блюде были изображены кольцом 12 знаков Зодиака, причём на каждом кухонный архитектор разместил соответствующие яства. Над Овном — овечий горох, над Тельцом — говядину кусочками, над Близнецами — почки и тестикулы, над Раком — венок, над Львом — африканские фиги, над Девой — матку неопоросившейся свиньи, над Весами — настоящие весы с горячей лепёшкой на одной чаше и пирогом на другой, над Скорпионом — морскую рыбку, над Стрельцом — лупоглаза, над Козерогом — морского рака, над Водолеем — гуся, над Рыбами — двух краснобородок.
В период империи стремление к роскоши пиров иногда переходило все разумные пределы, пиры длились сутками, повара изощрялись в приготовлении небывалых по вкусу блюд, развлечения отличались жестокостью и излишествами. Сенека возмущался, что римские гурманы готовы «… рыскать по морским глубинам, избивать животных, чтобы перегрузить желудок».
И всё же стоит заметить, что в Риме времён империи чрезвычайные проявления чревоугодия не были редки, но всё же роскошные пиры были скорее исключением, и ежедневные трапезы римлян проходили без особого шика.
Для обслуживания пира требовался многочисленный персонал: повара во главе с главным поваром, «устроитель пиршества», поставщик съестных припасов, булочник, кондитер, пекарь печенья на молоке, рабы: приводящие в порядок ложа в триклинии; structores — накрывали на стол; scissores, carptores — разрезали мясо на кусочки, раскладывали на блюда, особый раб придавал кушанью на блюде более изящный вид:196; номенклатор встречал гостей и называл их имена присутствующим, а также произносил названия блюд при подаче; отдельные рабы, которые подносили чаши с водой для мытья рук; ministratores заносили блюда; ministri подавали напитки; после пира scoparii убирали остатки пищи с пола. Всем обслуживающим персоналом управляли tricliniarches.

### Пиры императоров
По мнению Фридлендера, «хорошие» императоры питались просто, а «плохие» отличались чревоугодием или обжорством. Простой хлеб, рыба, сыр и фиги были по вкусу Августу, Септимий Север ценил овощи более чем мясо. Чревоугодниками описаны, например, императоры Калигула, Гелиогабал, Вителлий, Максимин Фракиец. Согласно «Истории августов», император Элиогабал на пирах предлагал своим гостям блюдо, изготовленное из мозгов шестисот страусов, на пирах бросал деликатесы, например, гусиную печень — собакам, зелёные бобы сервировались с янтарём, рис подавался смешанным с жемчугом, а горошек — с золотом. Такое парадоксальное сочетание Фернандес-Арместо назвал «кулинарный сюрреализм».
Светоний описывал императора Вителлия как известного чревоугодника. Император выложил гигантскую сумму, составлявшую в то время цену латифундии, за диковинное блюдо из сладкого мяса, печёных птиц, фазаньих и павлиньих мозгов и языков попугаев. Сочинённое императором блюдо «Щит Минервы Градодержицы» состояло из печени рыбы скара, фазаньих и павлиньих мозгов, языков фламинго, молок мурен. Всё необходимое для приготовления этого блюда завозили из Парфии и Испании. Плиний пишет, что для приготовления «щита» потребовалось построить печь на открытом воздухе и отлить невероятных размеров серебряное блюдо. Брат императора устроил более скромный пир, на котором было подано 2 000 отборных рыб и 7 000 птиц.
Императоры устраивали так называемые «общественные пиры» (convivia publica), в которых принимало участие большое число приглашённых: сенаторы, всадники, а также лица третьего сословия. Например, у Клавдия собиралось регулярно до 600 лиц, у Калигулы присутствовало 100 гостей, у Отона — 60 сенаторов с жёнами.
На императорских пирах гостям подавались слоновьи хоботы, паштеты из соловьиных и павлиньих языков и петушиных гребней, печень рыб-попугаев. Но особенно прославился актёр по имени Клодий Эзоп, выкупивший за баснословную по тем временам сумму в 100 000 сестерциев 16 певчих птиц, обученных говорить по-латыни и по-гречески, единственно для того, чтобы насадить их на вертел и подать гостям. По замечанию венгерского исследователя Иштвана Рат-Вега, «пример этой единственной тарелки блюда открывает перед нами щель достаточную, чтобы в неё на нас разинула зев пропасть нравственного упадка, в которую со временем провалится весь императорский Рим».

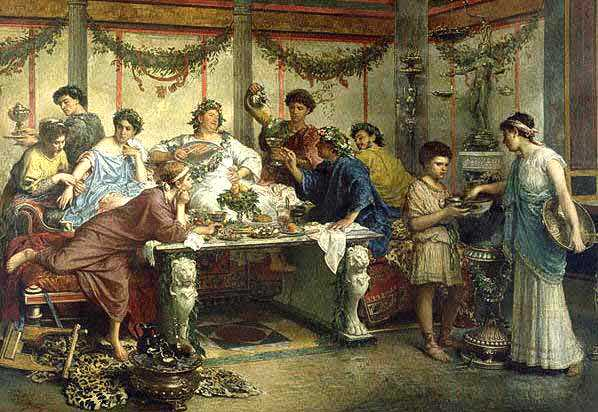
Римский пир, 1875. Художник Роберто Бомпиани детально изобразил древнеримские фрески и мраморный пол; столики, лампы, кресла написаны по примерам греческих, римских и этрусских находок. Музей Гетти

### Женщины на пирах
Женщинам позволялось присутствовать на пирах в качестве хозяйки дома или жены гостя, также они могли посещать банкеты и самостоятельно:75. Некоторые даже возвращались без сопровождения мужчин домой после пира. Присутствующие на пирах свободные женщины могли таким образом принимать участие в общественно-политической жизни Рима.
Присутствие женщин на пирах стало темой римской литературы в период поздней Республики и во время Империи — в письмах, стихах, трактатах, сатирах и одах:III, 6, 25 комментируют и критикуют, осмеивают поведение женщин на пирах в контексте общего упадка нравов. Кулинарные, алкогольные и сексуальные оргии  использовались в суде как примеры разврата, затянувшиеся банкеты служили метафорами для описания «упадка нравов» римлян. В судебных речах обличалось бесчестье, в том числе с упоминанием ночных банкетов и присутствием на них женщин.
Такие авторы, как Проперций, Тибулл, Овидий, в стихах описывают любовь и секс на пирах, облик и поведение женщин в этих стихах мало отличаются от описаний Горация, но оценка — другая, по мнению этих авторов, целью пиров являются переживание эротических фантазий и желаний, а также встречи влюблённых. Oвидий советует женщине не пить и не есть много, обратное, по его мнению, является отвратительным:80:I, 229; 243. Проперций же одобряет употребление вина: «Пей! Ты — прекрасна! Тебе нет вреда от вина!»

### Законы о роскоши

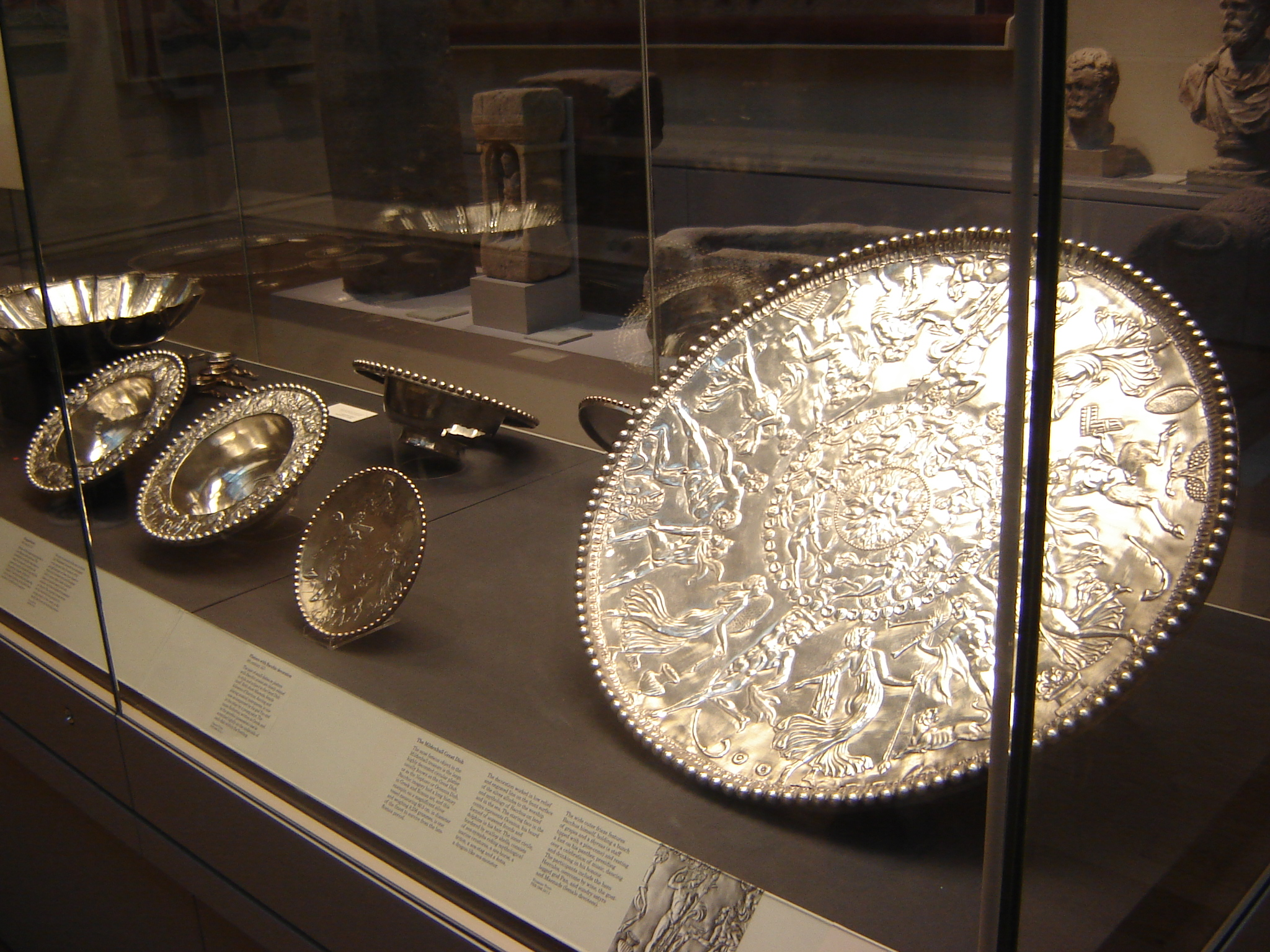
Древнеримская серебряная посуда из Милденхалл. Британский музей

В позднереспубликанский период Рима стали появляться законы о роскоши, ограничивавшие расходы римлян на пиры, столовые приборы, а также запрещавшие отдельные продукты. Формально законы распространялись на всё население страны, однако представители римской элиты умело их обходили:101. Так, если по закону Фанния запрещалось откармливать кур для пиров, то их заменяли петухами.
- При Катоне были введены налоги на роскошь, сдерживавшие чрезмерную роскошь пиров, столовых приборов, а также служившие в какой-то мере для воссоздания идеала простой крестьянской жизни[источник не указан 2448 дней].
- Lex Orchia de cenis (Закон Орхия об ужинах, 182 год до н. э.) — закон народного трибуна Орхия ограничивал количество гостей на ужине[4]:103, возможно до трёх человек, с целью предотвращения политических собраний на ужинах[97]:78.
- Lex Fannia (Закон Фанния, 161 год до н. э.) ограничивал число участников пира до трёх, по особым дням до пяти; запрещал подавать блюда из птицы, за исключением кур, которых не откармливали специально. В праздники (сатурналии, ludi plebei, ludi Romani) разрешалось потратить 100 ассов, в обычный день — до десяти ассов, на 10 дней рассчитывалось не более 30-и ассов. Определялась дневная норма потребления сушёного и консервированного мяса, употребление овощей и фруктов не ограничивалось. Закон распространялся на всех жителей города Рима[4]:103.
- Lex Didia (Закон Дидия, 143 год до н. э.) — ограничения закона Фанния распространялись теперь и на всех жителей Италии, также предусматривались штрафы в случае нарушения закона как для хозяев, так и для гостей[источник не указан 2448 дней].
- Lex Aemilia (Закон Эмилия, 115 год до н. э.) ограничивал число и ассортимент блюд (импортированная птица, моллюски, орешниковая соня), подаваемых на званых и частных приёмах[56]:660[98].
- Lex Licinia (между 131 и 103 годами до н. э., отменён в 97 году до н. э.) — восстановленный при диктаторе Сулле закон, ограничивавший трапезные расходы в праздничные дни 100 сестерциями, на свадьбу — 200, в остальные дни — 30[4]:104[99]:II, 24.
- Lex Antia (71 год до н. э.) ограничивал расходы на банкеты, в таких пирах по закону не могли принимать участие магистраты[4][99].
- Lex Iulia Caesaris (45 год до н. э.) — точно неизвестно, как именно этот закон ограничивал пиры римлян, но за его соблюдением строго следили, солдаты и ликторы следили за покупками и приходили на пиры аристократов, запрещённые продукты конфисковались[97]:99.
- Lex Iulia Augusti (18 год до н. э.) — в обычные дни на пир разрешалось потратить не более 200 сестерциев, на праздники — 300, на свадьбу — не более 1000 сестерциев[97]:101.

## Кухня в древнеримских провинциях
Тацит в «Германии»:23 так описывал пищу германцев: «Их напиток — ячменный или пшеничный отвар, превращённый посредством брожения в некое подобие вина [пиво]; живущие близ реки покупают и вино. Пища у них простая: дикорастущие плоды, свежая дичина, свернувшееся молоко, и насыщаются они ею безо всяких затей и приправ». Римляне знали рецепт приготовления сливочного масла, но не готовили его и даже не употребляли в пищу, если находили этот продукт у «варваров»:135.

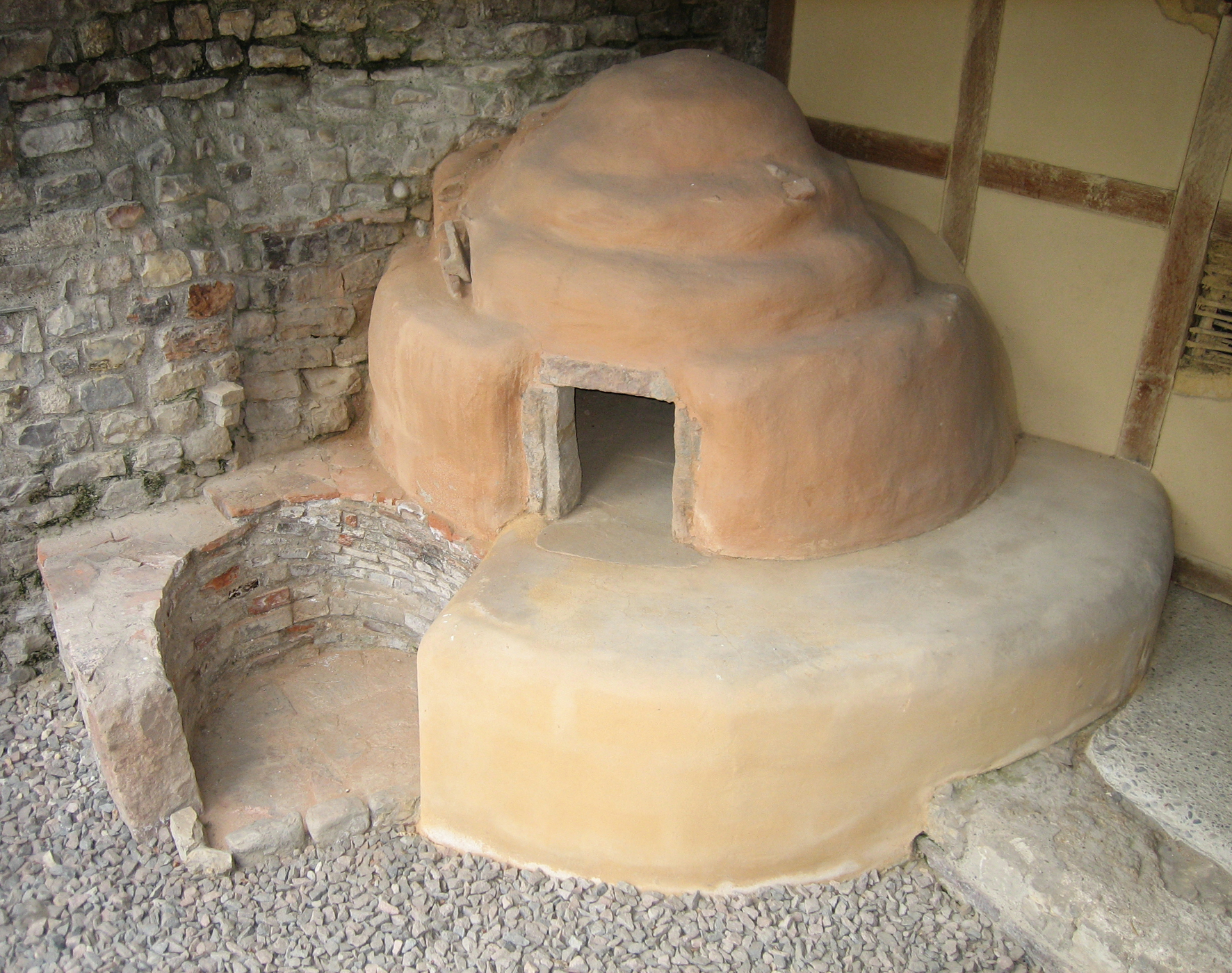
Отреставрированная древнеримская печь, найденная почти неразрушенной в Августа-Раурика, Швейцария

Блюда из говядины охотнее готовили в римской Германии, чем в Италии, где более распространена была свинина. Основанием к такому выводу являются находки останков животных:97-99.
В провинции завозились необходимые находившимся там римлянам вина, оливковое масло, гарум, а также деликатесы (устрицы, финики). Фрукты и овощи, которые можно было выращивать в условиях центральной Европы, стали разводиться на месте. Так, с римлянами в Римскую Британию пришли такие продукты, как чеснок, репчатый лук, лук-порей, капуста, горох, сельдерей, репа, редис, спаржа, розмарин, тимьян, базилик и мята, а также разнообразные фрукты: яблоки, виноград, шелковица и вишня. Завоз вишни — единственный случай, который подтверждают письменные римские источники, в других случаях это следует из исследований археоботаников.
Легионерам готовилась пища из различных злаков, бобовых, свиного мяса, овощей: моркови, капусты, пастернака, салата, — а также фруктов, использовались персики, вишня, слива, груша, различные ягоды. По останкам животных, найденным в городских поселениях, например, в Кёльне, можно судить о том, что городское население питалось скорее говядиной, полученной от старых животных:97-99.
На территории Германии из-за потребности в отоплении столовые в древнеримских домах находились рядом с кухней или отапливаемыми банными помещениями. Кухни не отличались от находившихся на территории Италии, на севере империи в домах выкапывались большие и глубокие подвалы для хранения продуктов:89.

## Древнеримская кухня и здоровье
Несмотря на развитие греческой медицины, римляне в республиканский период всё же пользовались рецептами своей народной медицины и уделяли внимание правильному питанию, диетам, а также ваннам и лечению травами.
Катон даёт советы и рецепты, как сохранить и улучшить здоровье работников, и советует, например, применение различных сортов капусты, которая, по его мнению, не только улучшает пищеварение, но и помогает тем, кто хочет на пиру много есть и пить. Для этого нужно до и после пира съесть сырой капусты:156.
Сенека писал о многочисленных болезнях, вызванных чревоугодием и пьянством, появляется бледность, дрожь в суставах, растянутый за ужином живот, гниение, желчь, бесчувственность, усталость, избыток веса и в целом «болей хоровод». Колумелла писал о том, что продолжительные ужины ослабляют тело и душу, и даже молодые мужчины выглядят после этого бессильными и одряхлевшими:I, 116. Сенека Младший писал, что Гиппократ полагал, что у женщины не могут выпадать волосы и болеть ноги от подагры, однако, по наблюдениям Сенеки, современные ему женщины пьют неразбавленное вино и участвуют в ночных банкетах как мужчины и тем самым опровергают теорию Гиппократа:95, 20.
Врачи периода империи рекомендовали в качестве диеты на завтрак выпивать лишь 1 стакан воды:13, Гален советовал здоровому человеку есть только 1 раз в дневное время, старикам и больным — трижды в день. Чтобы иметь возможность поглотить большое количество пищи, многие принимали рвотное, одни — до, другие — после обеда. Употребление этого средства рекомендовалось врачами, например, Цельсом, Галеном (до еды) и Архигеном (2—3 раза в месяц):669. Сенека саркастично писал: «Римляне едят, чтобы их вырвало, и вызывают рвоту, чтобы есть (Vomunt ut edant, edunt ut vomant)».
Вино, особенно для больных и стариков, советовали разбавлять тёплой водой:343. Также были известны последствия чрезмерного употребления алкоголя: Плиний Старший писал о зависимости от алкоголя, когда человек теряет разум и смысл жизни, совершаются преступления. Признаком алкоголизма считалась привычка употреблять неразбавленное вино и пить вино на пустой желудок:14:CXXII, 6.

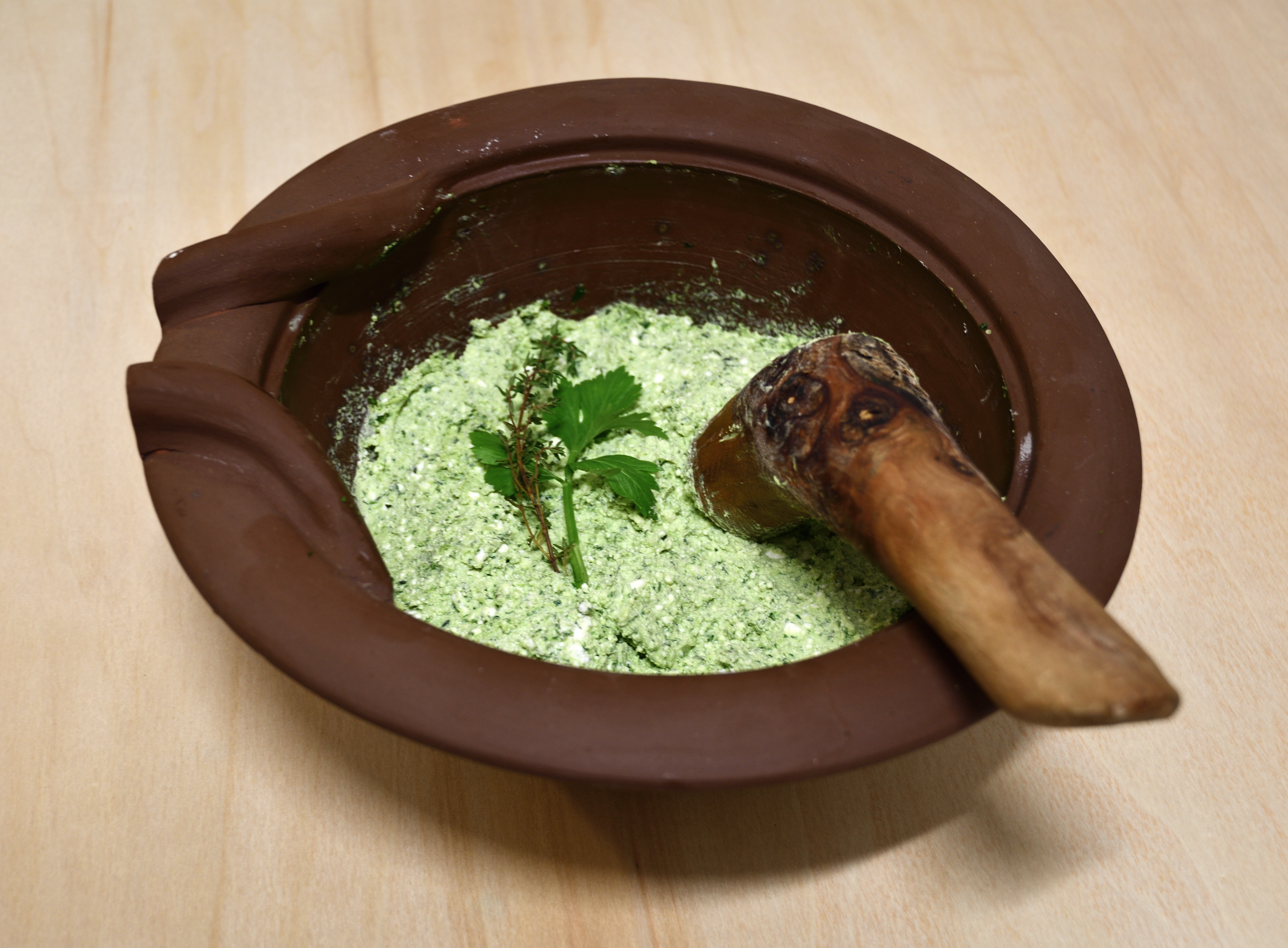
Моретум, приготовленный по античному рецепту

Некоторые продукты считались особо полезными для здоровья, например, мёд рекомендовался для внешнего и внутреннего применения при заболеваниях от простуды до боли в пояснице и отравлений, добавлялся также в горькие лекарства для детей, входил в состав кремов, например, от морщин на лице. Оливковое масло Плиний Старший считал средством от головной боли, а также от нарывов в ротовой полости, кровоостанавливающим и хорошим средством для ухода за кожей. В книге Materia medica врач Диоскорид рекомендовал как особо полезные травы мяту перечную, анис, базилик, укроп, фенхель. Сахар из сахарного тростника из Индии и Аравии был известен римлянам и применялся как лекарство.

## Древнеримская и современная кухня
В наше время очень трудно повторить блюда римской кухни, описанные в рецептах Апиция, так как в его рецептах почти отсутствуют данные о времени приготовления блюд и дозировка отдельных ингредиентов, в том числе приправ. Пища приготовлялась, таким образом, по интуиции и опыту. Точно неизвестны некоторые ингредиенты, например, гарум, соус, который можно было купить в готовом виде. Некоторые авторы рекомендуют брать для таких рецептов обычную или морскую соль или азиатские рыбные соусы «ныок-мам» или «нам-пла».
Некоторые приправы также больше недоступны, например, вымершее ещё в античности растение сильфий, которое уже тогда стали заменять похожей по вкусу острой приправой из растения асафетида:110. Самые популярные приправы древнеримской кухни (рута, лазер, гарум) имели неприятный запах, и для современного человека такие блюда были бы неприятными на вкус:193.
Некоторые растения, ранее употреблявшиеся в римской кухне, более не культивируются, например, девясил высокий, сильно пахнущее, острое и горькое корневище этого растения становилось пригодным для употребления после сложного процесса приготовления с мёдом, финиками или изюмом. Ещё при Катоне знали несколько сортов садового гадючего лука, но затем его перестали культивировать:19. Корень сельдерея в античности был не только меньше современного, но и отличался горьким вкусом, хотя и присутствовал во многих рецептах.
Существуют переиздания книги Апиция с упрощёнными и осовремененными рецептами (см. список литературы).

## В культуре

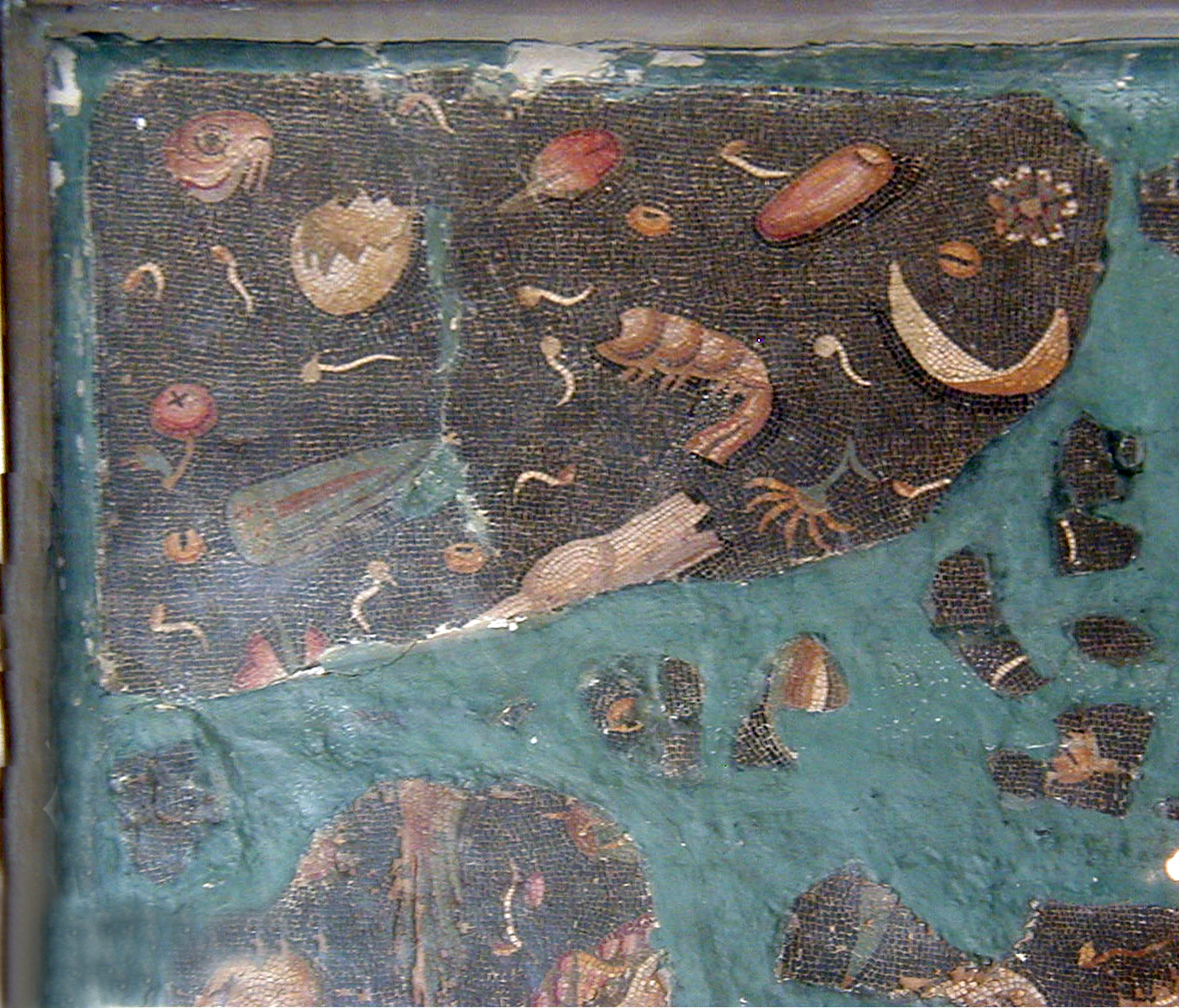
Напольная мозаика «Неподметённый пол». Музей Бардо, Тунис

- В экранизации Феллини «Сатирикона» Петрония присутствует также сцена пира Трималхиона, кульминацией которого становится разрезание «свиньи Траяна».
- Фрески и мозаики
  - Римляне были не только страстными гурманами, но также уделяли большое внимание тому месту, где принимали пищу. Так, залы, триклинии (судя по сохранившимся фрескам в Помпеях и Геркулануме) украшались также натюрмортами с изображением овощей и фруктов, хлеба, дичи, морепродуктов и птицы, а также серебряной и простой посуды, сцен пиров[источник не указан 2448 дней].
  - Фрески Asarotos oikos («неподметённая комната»), так выглядел пол после древнеримского пира. Пергамский художник Сос открыл мотив неподметённого пола как натюрморт, который стал популярным для напольной мозаики в римских столовых[38][113].
- Выражения
  - Лукуллов пир — выражение используется как синоним обильного застолья и гастрономических изысков. Луций Лициний Лукулл был богатым и расточительным консулом и полководцем Древнего Рима и устраивал роскошные пиры и праздники, о которых потом говорил весь Рим[114][115].
  - «От яйца до яблок» (ab ovo usque ad mala[31]:I 3, 6) говорили римляне, когда имели в виду «от начала до конца» или от А до Я. Выражение связано с подававшимися на ужин блюдами: яйца — на закуску, фрукты — на десерт.
  - Имя прославленного гурмана Апиция стало нарицательным[источник не указан 2448 дней].
  - Зависимость римского плебса от раздачи хлеба известна по крылатому выражению panem et circenses («хлеба и зрелищ»)[51]:X, 81.

## Исторические источники
К историческим источникам о кухне Древнего Рима относятся ранние сельскохозяйственные трактаты, законы о роскоши и ценах, письма и литературные произведения, медицинские и поваренные книги, а также произведения некоторых греческих авторов, живших в Риме:10.
Римские авторы начинают обращаться к кулинарной тематике примерно с III века до н. э. Различные римские авторы восхваляют старые добрые времена Рима, когда люди были скромны и нетребовательны:34: ели кашу вместо хлеба, старшие пели под флейту, молодые скорее молчали. Позднее верхом поварского искусства стало считаться умение «подать на стол кушанье в таком виде, чтобы никто не понял, что он ест»:IV, 2. До наших дней сохранилось около 1000 рецептов римской кухни:34, по большей части в трудах Катона, Колумеллы и поваренной книге гурмана Апиция (около 500 рецептов):9.
- В первой половине II века до н. э. Марк Порций Катон Старший первым упомянул отдельные кулинарные рецепты в своём сельскохозяйственном трактате «О земледелии»[69][118]. В описании простых рецептов Катон Старший пытался показать, что с помощью обыкновенных продуктов из местного земледелия можно готовить разнообразную пищу и не есть только хлеб или кашу. Его рецепты и размышления направлены не непосредственно поварам или жене хозяина усадьбы, а единомышленникам-землевладельцам, которые с помощью его советов могли бы рационально вести хозяйство и при этом поддерживать рабочий настрой работников[24]. В это же время появляется комедия Плавта «Псевдол»[119], в которой повар жалуется на новомодный обычай приправлять блюда огромным количеством приправ, «вонючий сильфий» и «едкую горчицу», так что, по его мнению, и «скотина есть не станет, человек же ест!». В своих комедиях Плавт упоминает как примитивные блюда, типа каши, так и новые модные овощные блюда с изобилием пряных трав[116]. Во фрагментарно уцелевшем отрывке из гастрономической поэмы Энния Hedyphagetica («Лакомства») перечисляются разные сорта рыб[источник не указан 2448 дней];

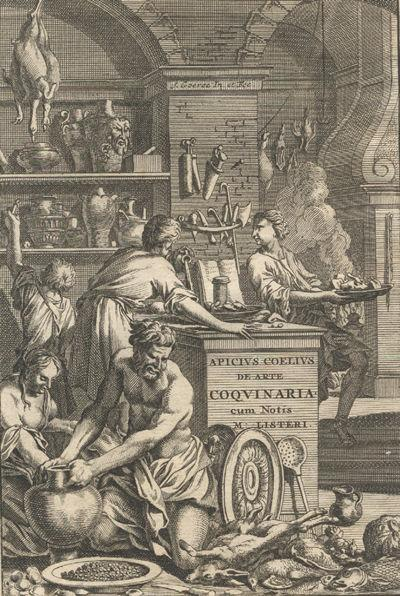
Издание книги Апиция. 1709 год

- В I веке до н. э. появились 3 первых специализированных кулинарных труда Гая Матия о поварском деле, о рыбе и о заготовках. До наших дней книги Матия не сохранились, но упоминаются в источниках[116]. Тему ведения сельского хозяйства продолжает Варрон в своём трактате «О сельском хозяйстве»[26]. Пища, банкеты и поведение римлян становятся одной из тем в письмах Цицерона, а также литературных произведений, например, Вергилия и сатир Горация[31]. Идеал Горация — бережливые земледельцы, которые следуют обычаям предков, не пьют дорогих вин и скромно питаются овощами, иногда съедая кусочек домашнего окорока («никогда… по будням не ел я другого, кроме простых овощей и куска прокопчённой свинины!»[31]:[lib.ru/POEEAST/GORACIJ/hor1_4.txt II, 2, 115]). Антиидеал — проедающие свои состояния горожане, объедающиеся дорогими и редкими блюдами («все оттого, что за редкую птицу золотом платят, что хвост у неё разноцветный и пышный; точно как будто всё дело в хвосте! Но ешь ли ты перья?… Мясо ж павлина нисколько не лучше куриного мяса!»[31]:[lib.ru/POEEAST/GORACIJ/hor1_4.txt II, 2, 27])[116].
- Единственная дошедшая до нас римская кулинарная книга[19][120] гурмана Апиция появляется в I веке. Апиций написал по крайней мере 2 поваренные книги[116] — общую и о соусах, которые постоянно заново переиздавались с новыми рецептами и скорее всего были объединены в конце IV века в одну книгу под названием De re coquinaria. Из сохранившихся рецептов 300 принадлежат Апицию, остальные были взяты из трактатов о крестьянстве, книгах о диетах. Способы приготовления блюд изложены довольно кратко, в них описано приготовление мяса и рыбы, сладких блюд, соусов и овощей. В книге представлены недорогие, а также сложные роскошные блюда, такие как трюфели или блюда из внутренностей. Известно несколько медицинских книг и трактатов, написанных в этот период, например, трактат римского врача Цельса De Medicina[58], книга Скрибония Ларга «Рецепты», в которой описаны лекарства и врачебные рекомендации[121]. В книге «О лекарственных веществах» Диоскорида, греческого врача, работавшего в Риме, описаны около 800 растительных препаратов и 100 на животной и минеральной основе, даны некоторые сведения о питании римлян[122]. О сельском хозяйстве пишет трактат Колумелла[15]. Важным источником сведений о сельском хозяйстве, продуктах питания, выращивании и разведении растений и животных, традициях и нравах римлян является «Естественная история» Плиния Старшего[123]. Литературную традицию продолжают письма Сенеки, сатиры Ювенала и Персия. Широко известно описание пира у богатого вольноотпущенника Трималхиона из «Сатирикона» Петрония Арбитра[12]. В своих эпиграммах Марциал показывает нравы и поведение римлян на приёмах, даёт примеры блюд и вин, описывает подарки, которые раздавались гостям. В стихотворении неизвестного автора «Моретум», которое ранее приписывалось Вергилию, изображена реалистическая картина из жизни бедного римского крестьянина[124].
- II век: Произведения Плутарха являются одним из важных источников информации об античном быте и традициях. В «Этике» Плутарх описывает в том числе триклинии, поведение за столом, а также темы для разговоров и развлечения[20]:10. В сборнике «Застольные беседы», составленном по инициативе друга Плутарха римского политика Квинта Сосия Сенециона, описываются застольные обычаи и кулинарные пристрастия как греков, так и римлян[125]. Также из сочинений II века представляют интерес произведения Клавдия Галена, Луция Апулея, «Аттические ночи» Авла Геллия[99].
- III век: сочинения Тертуллиана; также в «Пире мудрецов» Афинея описываются не только частная, общественная жизнь и нравы римлян и греков, но и их кулинария[126].
- IV век: Эдикт Диоклетиана устанавливал твёрдые цены на продукты питания[45]; книга Палладия о сельском хозяйстве[127].
- В V веке в «Сатурналиях»[128] Макробий подробно обсуждает названия многочисленных орехов и фруктов, известных в те времена, и рассказывает об исторических пирах; книга медицинских рецептов Марцелла Эмпирика[129]; Целий Аврелиан. «De morbis acutis et chronicis»[источник не указан 2448 дней].
- VI век: Сочинение греческого врача Анфима[130] о диетах.
- В VII веке Исидор Севильский в 10-й книге «Этимологии» описывает пищу римлян[3].